# Kentucky nella guerra di secessione americana

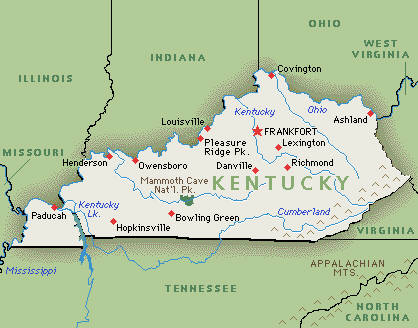
Localizzazione del Kentucky con i maggiori siti coinvolti.

Il Kentucky nella guerra di secessione americana rappresentò uno degli Stati cuscinetto; costituì fin da subito un territorio di frontiera di fondamentale importanza. 
Il Kentucky era il luogo di nascita sia del presidente Lincoln e della moglie Mary Todd Lincoln, che del suo omologo secessionista meridionale Jefferson Davis. 
Lo stesso Abraham Lincoln ne riconobbe il valore strategico quando, in una lettera del settembre 1861 indirizzata all'allora senatore del Partito Repubblicano Orville Hickman Browning, scrisse: "Penso che perdere il Kentucky sia quasi la stessa cosa che perdere l'intera partita in gioco".
Trovandosi in una posizione geografica ai bordi delle linee del fronte contrapposte in via di assestamento, il Kentucky fu anche una delle regioni principali in cui si venne a realizzare uno scenario bellico prevalentemente da "fratello contro fratello" con intere famiglie, amici e conoscenti irrimediabilmente divisi. Lo Stato federato proclamò ufficialmente la sua "neutralità" già all'inizio del conflitto. 
A seguito di un tentativo del "vescovo-generale" confederato Leonidas Polk di occuparne il territorio per annetterlo agli Stati Confederati d'America, l'Assemblea generale statale chiese - come reazione all'invasione sudista in violazione alle "leggi di neutralità" (la Neutrality Act of 1794) - assistenza all'Esercito dell'Unione. Le mire secessioniste furono in tal modo sventate.
Dopo i primi mesi del 1862 praticamente l'intero Kentucky entrò sotto il diretto e pieno controllo dell'Unione, tranne sporadiche sacche di "resistenza banditesca". Ciò non evitò che il suo territorio divenne teatro di numerosi e feroci scontri, tra cui la battaglia di Mill Spring (gennaio 1862) e la battaglia di Perryville (ottobre seguente).

Localizzazione di Columbus (Kentucky), inizialmente occupata con un colpo di mano dal "vescovo-generale" confederato Leonidas Polk.

Ospitò il comando direttivo e il quartier generale di svariati comandanti militari come Ulysses S. Grant, che per la prima volta dovette fronteggiare le pallottole provenienti dalle basi nemiche di Columbus e dal comandante dei cavalleggeri confederati Nathan Bedford Forrest. Quest'ultimo si dimostrò un autentico "flagello" per l'esercito unionista in tutto il Kentucky occidentale, giungendo ad attaccare la stessa sede delle forze federali a Paducah.
Il kentuckyano John Hunt Morgan sfidò in seguito ulteriormente le posizioni avversarie più avanzate, conducendo e portando a termine numerose incursioni e raid di cavalleria attraverso ampie porzioni dello Stato (il raid di Morgan). Il 
Nella storiografia della guerra civile il Distretto militare statale viene trattato principalmente in qualità di border State, con una particolare attenzione rivolta alle frammentazioni sociali scaturite durante la crisi secessionista, ai tentativi d'invasione sudista e alle relative incursioni, all'esplosione della violenza interna e alla sporadica guerriglia portata avanti da distaccamenti secessionisti, ai rapporti intercorsi con il Governo federale legittimo, al termine della pratica dello schiavismo e infine al ritorno dei veterani confederati.

## Origini
I cittadini del Kentucky rimasero in parte divisi per quel che concerneva le questioni centrali inerenti alla secessione e la conseguente guerra civile. Nel 1860 gli schiavi rappresentavano il 19,5% della popolazione statale e molti degli stessi kentuckyani unionisti non vedevano nulla di sbagliato nel mantenimento della schiavitù.

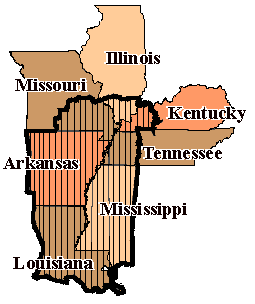
La vasta regione interessata dal bacino idrografico del Delta del Mississippi.

Il territorio geografico era ulteriormente legato al profondo Sud dal fiume Mississippi e dai suoi principali affluenti, i quali costituivano il principale sbocco commerciale per le eccedenze produttive, sebbene i sempre maggiori collegamenti ferroviari con gli Stati Uniti d'America medio-occidentali iniziassero a contribuire sostanzialmente alla diminuzione di questo legame.

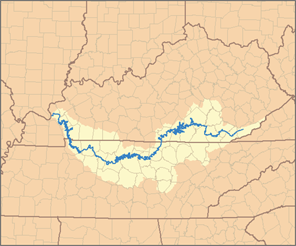
Il corso del fiume Cumberland nella regione meridionale del Kentucky.

Gli antenati di molti kentuckyani provenivano dagli Stati Uniti meridionali come la Virginia, la Carolina del Nord e il Tennessee, ma molti uomini delle generazioni più giovani stavano già cominciando a migrare in direzione delle regioni maggiormente industrializzate del Nord.
Insieme alla Carolina settentrionale lo Stato federato poteva vantare anche alcuni tra i migliori sistemi educativi presenti nel territorio del Sud. 
La Transylvania University fu per un lungo lasso di tempo una delle più rispettate istituzioni d'istruzione superiore dell'intera nazione e, sebbene la sua reputazione avesse incominciato a perdere buona parte del proprio valore già attorno alla fine degli anni 1850, vi erano altre scuole che stavano guadagnando d'importanza prendendone così il suo posto: il Centre College e il Georgetown College di Georgetown.

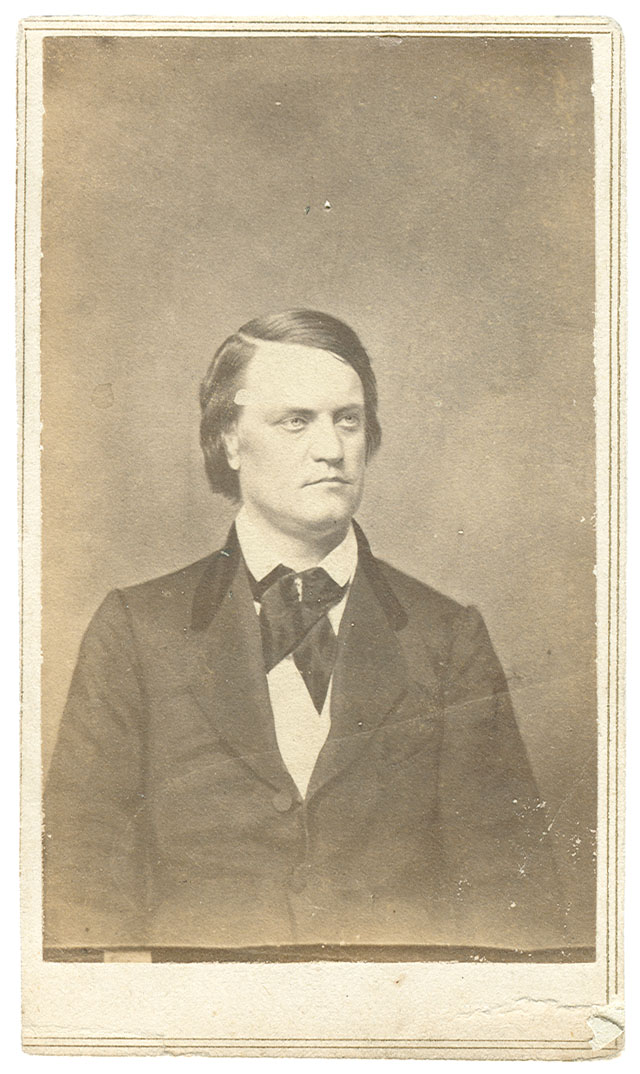
Il vicepresidente degli Stati Uniti d'America John C. Breckinridge durante la presidenza di James Buchanan.

Nell'ambito più strettamente politico il Kentucky aveva dato i natali ad alcuni tra i più noti leader del paese, gli ex vicepresidenti degli Stati Uniti John C. Breckinridge e Richard Mentor Johnson, così come Henry Clay, John Jordan Crittenden, il presidente eletto Abraham Lincoln e il presidente degli Stati Confederati Jefferson Davis.
All'epoca dello scoppio del conflitto secessionista lo Stato si trovava tuttavia in una situazione politica assai confusa. L'irreversibile declino del Partito Whig, che lo stesso Clay aveva aiutato in modo considerevole a fondare, aveva lasciato orfani e in cerca di una nuova identità molti esponenti pubblici.
Una buona parte di essi si unirono al Partito Democratico, alcuni invece al Partito Repubblicano di recente formazione, mentre altri ancora a qualcuno tra i numerosi schieramenti politici minori esistenti come quello del movimento xenofobo Know Nothing.
Alle elezioni presidenziali del 1860 il "Constitutional Union Party", con il nativo del Tennessee John Bell come candidato alla presidenza, riuscì ad ottenere la maggioranza dei suffragi e ad assicurarsi in tal modo i Grandi elettori dello Stato. Il gruppo fu composto principalmente da ex Whig e Know-Nothing.
Il Kentucky dimostrò di essere strategicamente assai importante sia per l'Unione che per il Sud secessionista; esso si classificò alla 9ª posizione nel 1860 per quanto riguarda l'esportazione, essendo un importante produttore di beni agricoli quali il tabacco, il mais, il grano, la plastica di canapa e il lino.

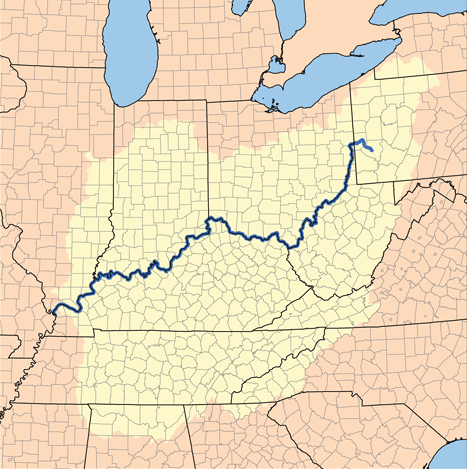
Il fiume Ohio segue esattamente il confine settentrionale del Kentucky con l'Illinois, l'Indiana e l'Ohio.

Geograficamente si rivelò essere d'estrema importanza per gli Stati Confederati d'America in quanto il fiume Ohio avrebbe potuto fornire una linea di confine facilmente difendibile lungo l'intera estensione dello Stato. 

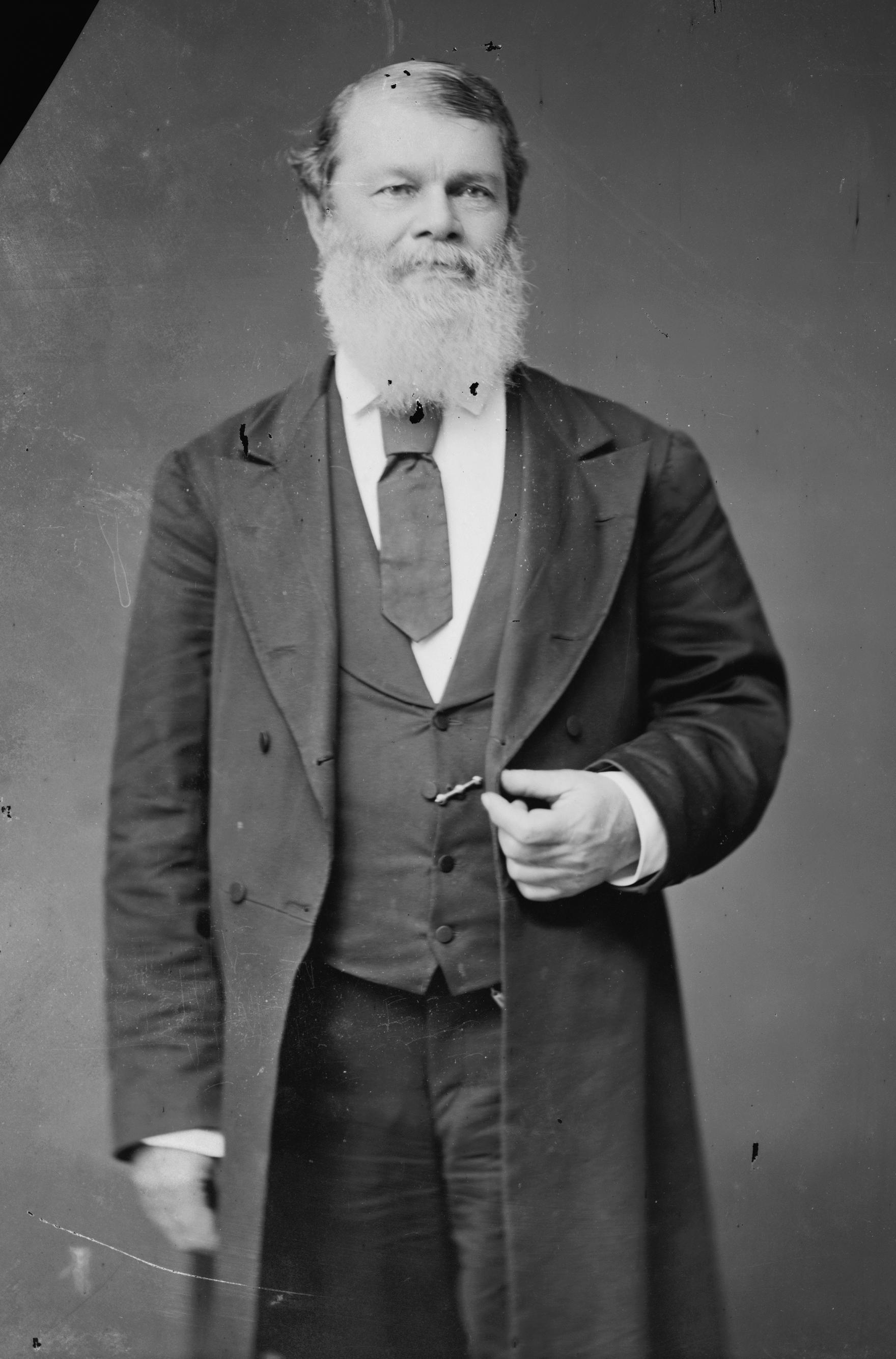
Il governatore del Kentucky filo-secessionista Beriah Magoffin in una foto di Mathew B. Brady.

Il governatore del Kentucky Beriah Magoffin ritenne che i "diritti degli Stati" meridionali fossero stati violati e favorì palesemente il diritto alla secessione, pur ricercando tutte le vie che reputò possibili percorrere nel tentativo di evitarne le peggiori conseguenze.
Il 9 dicembre 1860, appena un mese dopo la tornata elettorale che vide trionfare Lincoln, indirizzò una lettera a tutti gli altri governatori degli Stati schiavisti suggerendo che avrebbero ben potuto aggiungere un accordo con il Nord comprendente: 
1. la stretta applicazione della Fugitive Slave Law,
2. una suddivisione dei territori del West in regioni ad economia libera e schiavista all'altezza del 37º parallelo,
3. una garanzia per l'utilizzo gratuito della via di comunicazione fluviale del Mississippi
4. un diritto di veto sudista sulle eventuali legislazioni che avrebbero potuto mettere al bando lo schiavismo[11].

Magoffin propose anche l'indizione di una conferenza degli Stati schiavisti, a cui avrebbe dovuto seguirne un'altra di tutti gli Stati dell'Unione per garantire tutte le concessioni richieste. A causa del ritmo accelerato degli eventi dell'ultimo periodo (1859 - 1861) non se ne fece però nulla e nessuna delle due conferenze programmate si tenne mai.
Il governatore convocò quindi una sessione speciale dell'Assemblea generale statale il 27 dicembre seguente richiedendo ai parlamentari di indire al più presto una Convention che decidesse la via da seguire e la scelta da assumere nei riguardi della crisi secessionista in pieno svolgimento. La maggioranza mantenne delle vive simpatie unioniste, tuttavia rifiutò la richiesta di Magoffin temendo che in tal caso gli elettori avrebbero potuto favorire in ultima analisi la tentazione alla secessione.

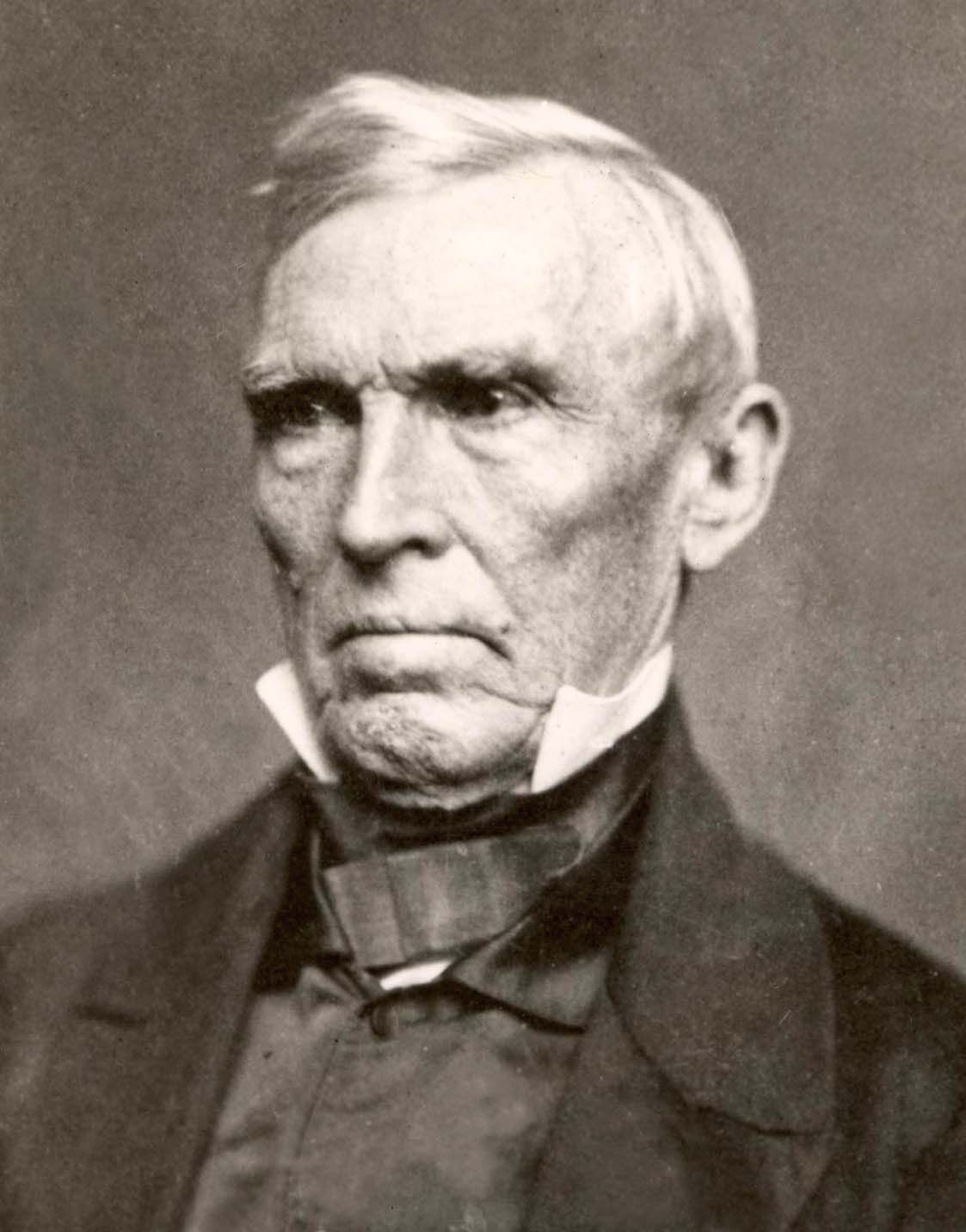
John Jordan Crittenden in una foto di Mathew B. Brady.

L'Assemblea tuttavia scelse di inviare 6 delegati alla Conferenza per la pace da tenersi il 4 febbraio 1861 a Washington e propose al Congresso di convocare una Convention nazionale per prendere in considerazione delle potenziali risoluzioni alla crisi in corso, incluso il Compromesso Crittenden elaborato dal politico di vecchio corso kentuckyano J. J. Crittenden.
Quando l'Assemblea si riunì nuovamente il 20 marzo, invocò una Convention per i cosiddetti "Stati di confine", gli oramai prossimi stati cuscinetto, da tenersi nella capitale Frankfort il 27 maggio seguente. Ma ancora una volta la richiesta rimase del tutto inascoltata e cadde nel vuoto.
I parlamentari del Kentucky approvarono anche la proposta di un XIII emendamento costituzionale, che avrebbe garantito la pratica schiavista in quegli Stati ove essa già esisteva ed era ufficialmente legalizzata.

## Scoppia la guerra: prime mosse
(Raimondo Luraghi Storia della guerra civile americana, Vol. I, pp. 325-326.)
Il giorno 15 aprile la presidenza di Abraham Lincoln inviò un telegramma al governatore del Kentucky Beriah Magoffin, chiedendo che lo Stato fornisse una parte delle 75.000 truppe iniziali della milizia richiamate per reprimere quella che veniva considerato ancora semplicemente come un atto di ribellione.
Ma egli, un dichiarato simpatizzante sudista, rispose: "non invierò né un uomo né un dollaro per il malvagio proposito di soggiogare gli Stati Uniti meridionali miei fratelli"; la maggior parte degli abitanti (schiavisti ma pur sempre unionisti) invece sembrò fin dall'inizio preferire la posizione già in precedenza assunta da John Jordan Crittenden e ora ribadita, secondo cui l'Assemblea generale statale avrebbe dovuto agire da mediatrice tra le due parti; a tal fine entrambe le Aule parlamentari fecero approvare delle dichiarazioni ufficiali di neutralità, una scelta questa a cui anche il governatore dovette per forza di cose assoggettarsi. La decisione fu  pertanto emanata pubblicamente il 20 maggio.
Si parve almeno in principio voler rispettare la non belligeranza adottata dal Kentucky, anche se formazioni militari, sia da Sud che da Nordovest, si premunirono di posizionarsi strategicamente con l'intento di approfittare eventualmente di qualsiasi cambiamento della precaria situazione a proprio favore: le possibilità erano difatti molteplici in quanto il nuovo "Stato cuscinetto" costituiva di per sé un forte aggancio strategico geopolitico.

Localizzazione di Newport (Kentucky).

Nelle immediate retrovie dei confini statali cominciarono ad ammassarsi le truppe avversarie. L'Esercito dell'Unione fondò quindi Camp Clay nell'Ohio, situandosi quindi appena a Nord della città di Newport e Camp Joe Holt nell'Indiana, esattamente di fronte a Louisville.
Nel frattempo i secessionisti non erano rimasti con le mani in mano e avevano intrapreso di nuova lena la costruzione di almeno due grandi fortezze, Fort Donelson e Fort Henry, proprio davanti al confine meridionale del Kentucky con il Tennessee; posizionarono infine contingenti armati a meno di 50 metri di distanza in linea d'aria dal passo Cumberland nell'Altopiano del Cumberland.

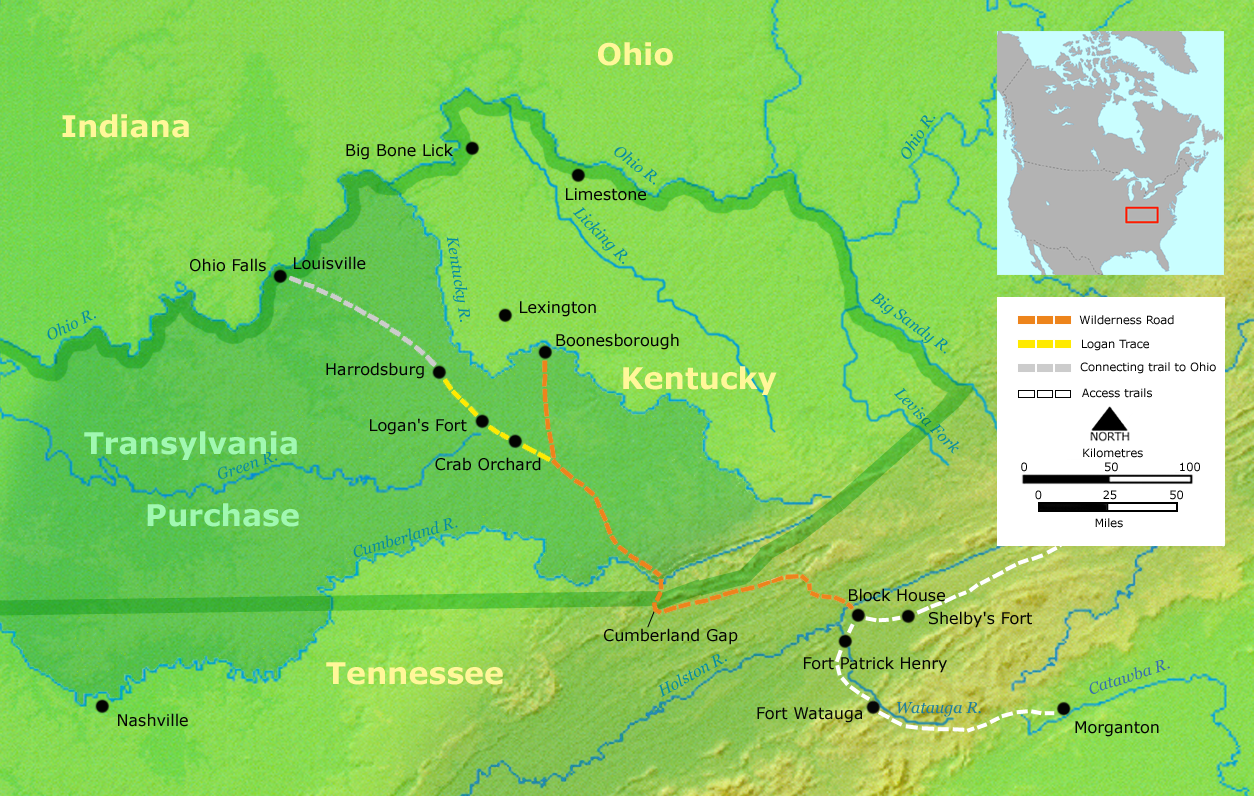
Mappa che mostra Cumberland Gap in relazione alla rotta Wilderness Road dalla Virginia al Kentucky.

I volontari abbandonarono intanto il territorio statale per andare a unirsi alla fazione in campo favorita. Si svolsero anche alcuni reclutamenti segreti "interni", assunzioni volte a mantenere o rafforzare la propria capacità di penetrazione oltre confine. 
Quasi 60 reggimenti di fanteria prestarono servizio nei diversi Corpi d'armata dellUnione, a fronte dei 9 che passarono tra le file dei confederati. Un numero piuttosto elevato di equipaggiamenti e forniture varie di cavalleria vennero tuttavia requisite, entrando infine in possesso dei sudisti.
L'ex vicepresidente degli Stati Uniti John C. Breckinridge originariamente comandò l'"Orphan Brigade" facente parte della futura Armata del Tennessee Occidentale, costituita dai 2º, 3º, 4º, 6º e 9º Kentucky Infantry Regiments. Il soprannome dato alla brigata proveniva presumibilmente dal fatto che le contee cui di cui erano originari i soldati ivi impiegati rimasero per gran parte del conflitto sotto il pieno e diretto controllo unionista; pertanto non avrebbero potuto ritornarsene a casa in licenza: si autodefinirono "orfani".
Rendendosi sempre più conto che la situazione di neutralità adottata stava divenendo sempre meno fattibile nel prosieguo degli eventi, i sei maggiori uomini pubblici - rappresentanti di uno Stato preso oramai come in una morsa, sia dal settentrione che dal meridione - indissero una riunione e s'incontrarono per cercare di trovare una soluzione accettabile davanti alla prospettiva di ritrovarsi molto presto nel bel mezzo di quella che sarebbe stata in futuro la linea del fronte del Teatro Occidentale.

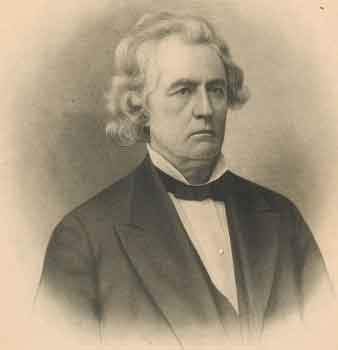
Ritratto dell'ex Vicegovernatore Archibald Dixon unionista.

Il governatore Magoffin, Breckinridge e Richard Hawes rappresentarono la posizione dei secessionisti, mentre Crittenden, l'ex Vicegovernatore Archibald Dixon e il giurista Samuel Smith Nicholas sostennero la causa settentrionale.
Il sestetto acconsentì solamente a continuare la dottrina della neutralità; richiese tuttavia la formazione di un Consiglio composto a cinque membri per poter coordinare la difesa dello Stato contro "chiunque ne avesse violato il territorio".
I delegati popolari lo crearono il 24 maggio conferendogli in via provvisoria la supervisione delle milizie statali in armi, un potere fino a quel momento riservato dalla Costituzione solamente al Governatore in carica. All'interno degli stessi miliziani non tardò molto ad esplodere la stessa divisione che attanagliava la popolazione civile. 

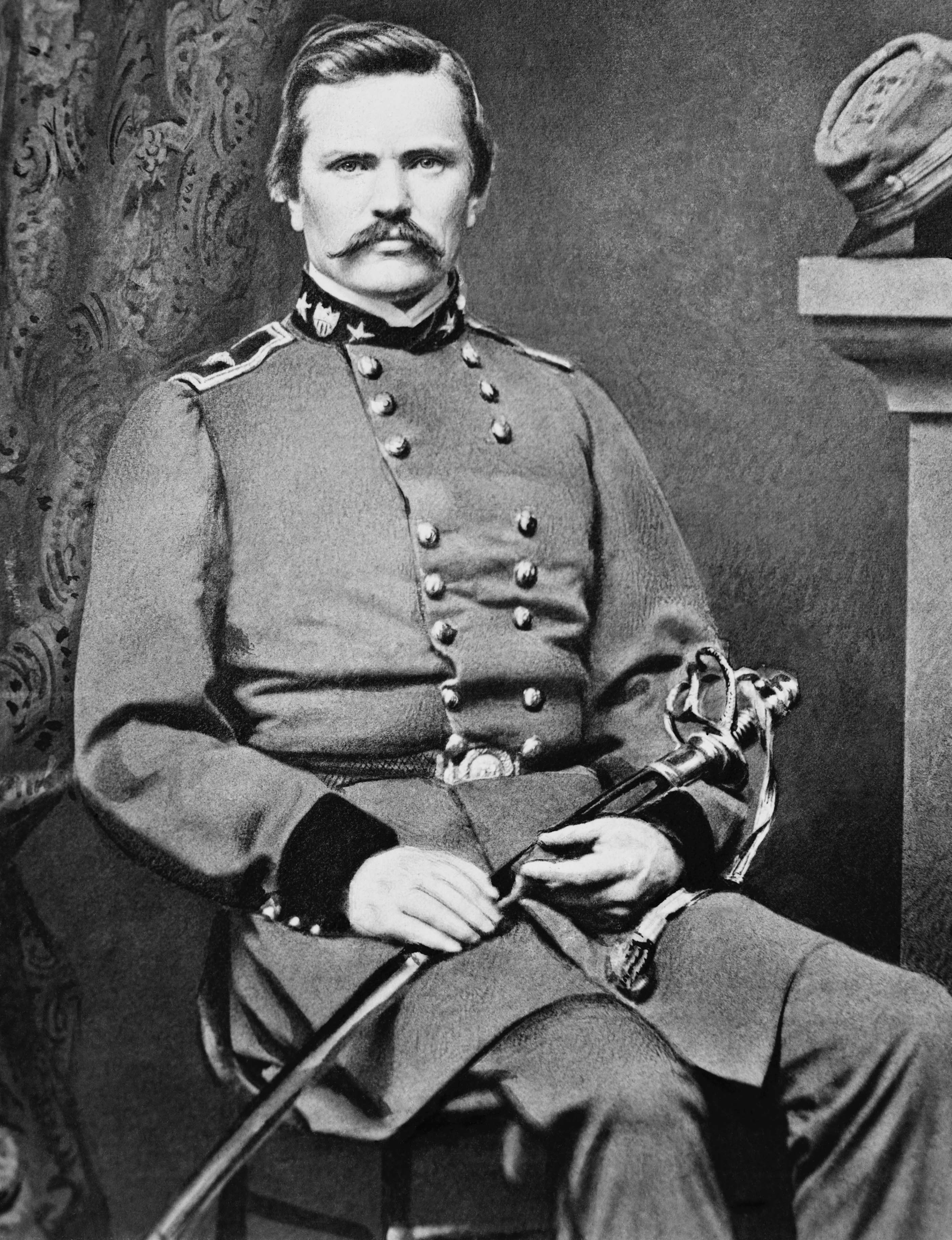
Il comandante sudista Simon Bolivar Buckner.

La "State Guard" sotto il comando di Simon Bolivar Buckner favorì largamente la causa secessionista, mentre la "Home Guard", di nuova istituzione, rimase per lo più fedele alle direttive emanate dal presidente in carica Abraham Lincoln. Convocazioni ed appelli ripetuti provenienti dalle due fazioni avvicinarono sempre più il rischio dell'avvio di un conflitto aperto entro i confini del cosiddetto "Stato neutrale".
Infine Buckner sembrò apparentemente riuscire a negoziare con successo una "tregua preventiva" sia con il generale dell'Unione George McClellan, addetto temporaneamente a quel settore, che con il governatore del Tennessee secessionista Isham Green Harris: la situazione poté così mantenersi pressoché inalterata per tutta la durata dell'estate.
La normalizzazione era comunque molto di là da venire e la calma regnava soltanto apparentemente, seppur foriera di gravi sviluppi.
(Raimondo Luraghi, Storia della guerra civile americana, Vol. I, p. 387)

### Elezioni del 1861
Il dibattito interno all'opinione pubblica stava iniziando a montare in tutto il Kentucky a favore del Nord, tanto che in una speciale sessione elettorale congressuale statale tenutasi già il 20 giugno 1861 i candidati unionisti riuscirono a conquistare ben 9 dei 10 seggi disponibili nell'Aula parlamentare. 

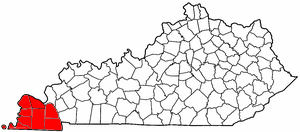
Localizzazione della "Jackson Purchase".

I simpatizzanti confederati ottennero solamente la regione detta "Jackson Purchase", strettamente collegata economicamente al confinante Tennessee attraverso le vie d'acqua costituite dai fiumi Cumberland e dal Tennessee.
Prevedendo l'imminente sconfitta dalla chiamata alle urne, molti dei difensori dei "diritti sudisti" operarono una forma di boicottaggio attivo dell'appuntamento elettorale; il numero totale dei voti espressi risultò così essere di poco superiore alla metà rispetto a quello delle consultazioni di appena un anno prima. 
Ma il governatore filo-secessionista Magoffin ricevette un'ulteriore bocciatura politica nelle elezioni del 5 agosto per il parlamento statale. Essa portò difatti ad un'ancor più vasta maggioranza unionista contraria al veto governatoriale di 76 contro 24 alla Camera dei rappresentanti del Kentucky e di 27 contro 11 al Senato del Kentucky; da questo momento in poi la gran parte dei veti di Magoffin che proteggevano gli interessi sudisti vennero scavalcati dall'Assemblea generale. 
Dopo essersi scontrato con il proprio parlamento per oltre un anno anche sulle questioni più banali, il governatore considerò il fatto che l'ipotesi delle dimissioni fosse oramai diventata l'unica eventuale opzione rimasta pienamente valida; il suo vicegovernatore del Kentucky Linn Boyd era già deceduto in carica alla fine del 1859, mentre il presidente dei senatori John Fisk - il prossimo nella linea diretta di successione della carica - non risultò essere accettabile.

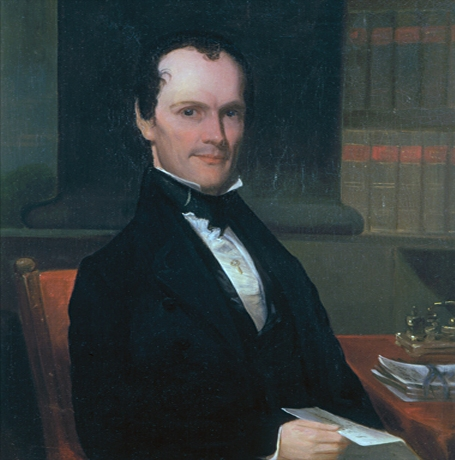
James Fisher Robinson, governatore del Kentucky dal 1862 al 1863.

In un piano complicato elaborato con i membri dell'Assemblea, Fisk si dimise dalla propria carica e l'Aula senatoriale elesse al suo posto il successore scelto e designato in precedenza da Magoffin, James Fisher Robinson. Le dimissioni del governatore poterono così divenire effettive nell'agosto del 1862, la successione garantita e infine Fisk tornò ad essere nuovamente scelto come presidente del Senato.
Quasi immediatamente dopo che erano stati resi noti i risultati elettorali William "Bull" Nelson fondò Camp Dick Robinson nella Contea di Garrard, un campo di reclutamento e addestramento dei volontari. Quando l'anziano John Jordan Crittenden si oppose a questa violazione della neutralità del suolo statale Nelson replicò: "Che un campo di leali uomini dell'Unione, indigeni del Kentucky, riuniti sotto la bandiera dell'Unione e sulla loro terra natia; che ciò possa essere considerato una causa di apprensione è qualcosa che proprio non riesco a comprendere con chiarezza". Magoffin ebbe il tempo d'inviare un appello al presidente Abraham Lincoln per farne chiudere l'accampamento, ma esso venne rigettato.
Nel frattempo i volontari confederati attraversarono di nascosto il confine meridionale con il Tennessee per ammassarsi a Camp Boone, lungo la U.S. Route 79 e appena poco più a Sud di Guthrie: la quanto mai fragile neutralità del Kentucky stava ormai rapidamente volgendo al termine.

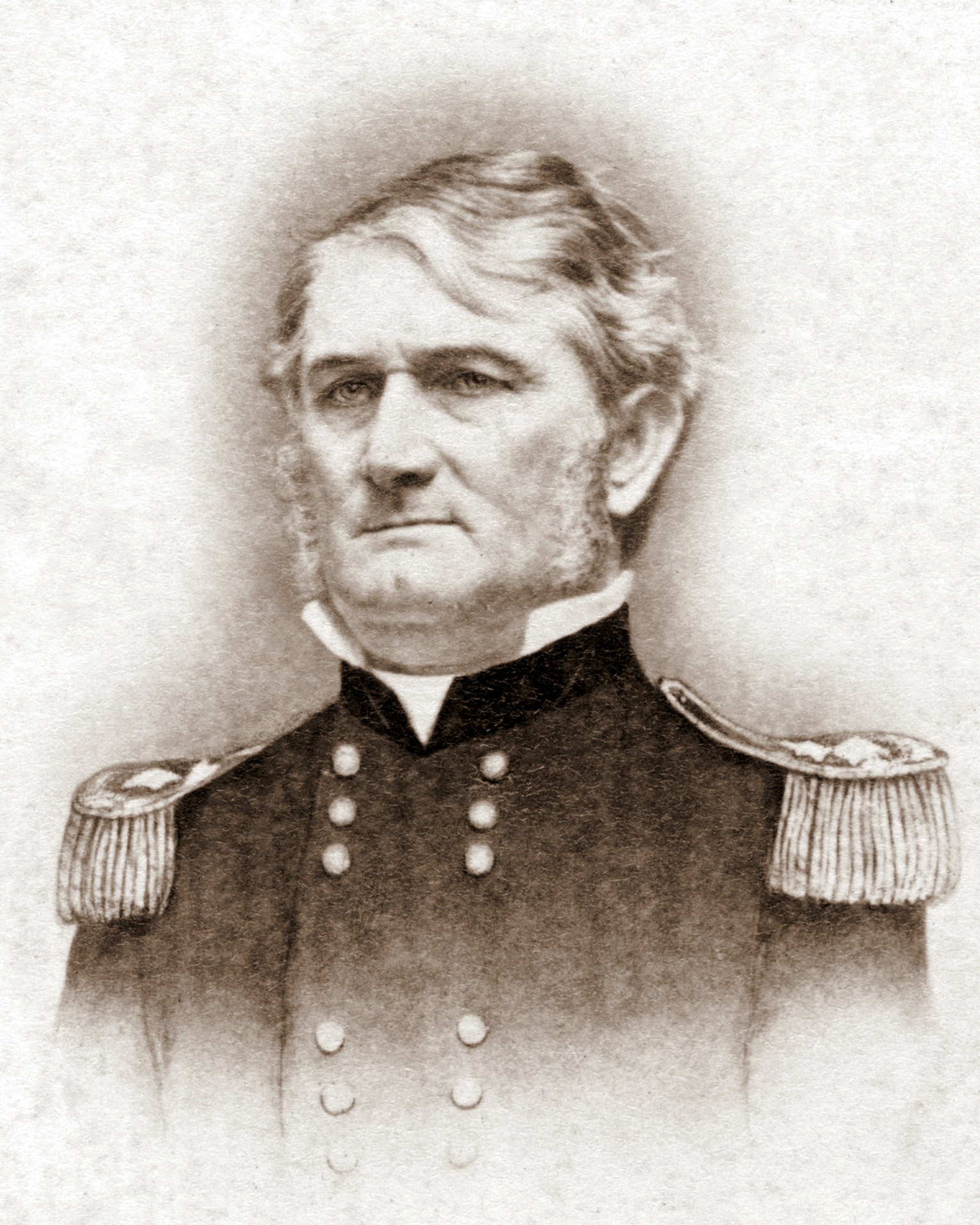
Il vescovo-generale confederato Leonidas Polk infranse per la prima volta la neutralità proclamata dal Kentucky.

## Violazione sudista della neutralità
Il 4 settembre 1861 il maggior generale confederato Leonidas Polk violò per la prima volta la neutralità proclamata dallo Stato ordinando al brigadier generale Gideon Johnson Pillow di occupare il più velocemente possibile la cittadina di Columbus.
Questa si dimostrava essere una località d'importanza strategica, sia perché rappresentava il capolinea centrale della ferrovia Mobile and Ohio sia per la sua posizione lungo il fiume Mississippi.
Polk fece quindi costruire Fort DuRussey tra le alte scogliere della città dotandolo di 143 cannoni; il vescovo-generale sudista lo battezzò "Gibilterra del West". 
Per cercare di controllare al meglio il traffico lungo la via fluviale Polk fece allungare una catena di ancoraggio attraverso il fiume partendo dalla riva di Columbus e giungendo fino alla sponda opposta, oltre il confine con il Missouri. 
Ogni anello della catena misurava 11 pollici di lunghezza per 8 di larghezza ed era pesante 20 libbre; la catena presto si ruppe sotto il suo stesso peso, ma le forze dell'Esercito dell'Unione vennero a conoscenza di questa notizia solo all'inizio del 1862.

Localizzazione di Cairo (Illinois), base di partenza per il comando di Ulysses S. Grant all'apertura del Teatro Occidentale.

In risposta all'invasione confederata il brigadier generale Ulysses S. Grant lasciò immediatamente la sede del proprio comando a Cairo, nell'Illinois, ed entrò a Paducah il 6 settembre, con 1.800 uomini e 16 cannoni sotto la scorta di due cannoniere, occupandola senza dover essere costretto a esplodere un solo colpo; ciò permise di dare all'Unione il controllo dell'estremità settentrionale della ferrovia "New Orleans and Ohio", oltre che l'estuario del fiume Tennessee.

Localizzazione di Paducah (Kentucky).

Magoffin denunciò entrambe le parti per aver esplicitamente violato la neutralità del Kentucky, reclamandone di conseguenza il ritiro immediato. 
Il 7 settembre tuttavia l'Assemblea generale - riunita d'urgenza - approvò una risoluzione che ordinava il ritiro delle sole forze confederate, invitando al contempo Robert Anderson ad assumere il comando delle truppe statali e invitandolo a "cacciare l'invasore"; come c'era da attendersi il governatore pose il veto, ma entrambe le Aule parlamentari lo annullarono tanto che Magoffin venne costretto a emanare il proclama.
I rappresentanti statali ordinarono quindi che la bandiera degli Stati Uniti d'America venisse innalzata sopra il Campidoglio a Frankfort, dichiarando ufficialmente la propria alleanza con l'Unione. La neutralità venne in tal modo rotta ed entrambe le parti cominciarono a muoversi rapidamente nel tentativo di stabilire per sé il maggior numero di posizioni vantaggiose possibili. 

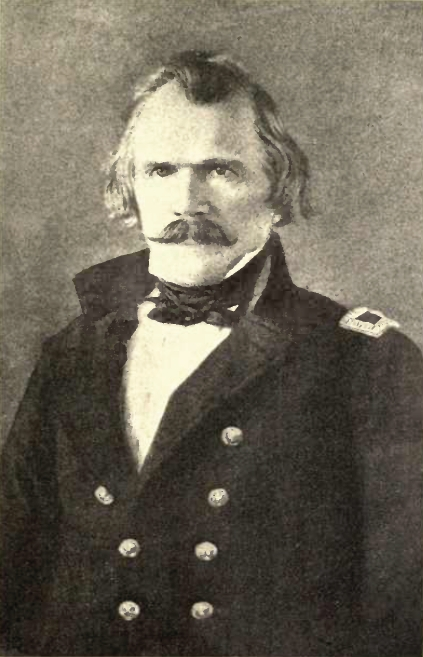
Il comandante sudista Albert Sidney Johnston morì nella battaglia di Shiloh.

Le forze confederate, sotto il comando di Albert Sidney Johnston, formarono presto una linea del fronte tra le regioni più meridionali del Kentucky e quelle più settentrionali del Tennessee, estendendola da Columbus ad Ovest fino a Cumberland Gup ad Est.

Localizzazione di Bowling Green.

Venne quindi inviato Simon Bolivar Buckner per far fortificare la parte mediana della linea a Bowling Green; questi giunse il 18 settembre e subito iniziò operazioni di scavo, facendo costruire elaborate strutture difensive in previsione di un colpo di mano avversario.
Le fortificazioni risultarono infine talmente vaste che un ufficiale unionista, dopo averle esaminate, commentò: "il lavoro è stato immenso - le loro truppe non possono aver avuto a disposizione buone gabbie di perforazione - il loro tempo deve essere stato pertanto principalmente speso nel duro lavoro, con l'ascia e la vanga".

## Governo confederato

Stemma del governo confederato del Kentucky.

Il governo statale legittimamente eletto era decisamente unionista per cui l'opposizione dei simpatizzanti sudisti iniziò a elaborare un piano per creare un "governo ombra" confederato. Dopo un incontro preliminare avvenuto il 29 ottobre i delegati di 68 delle 100 contee dello Stato federato s'incontrarono alla Clark House (l'odierna William Forst House) di Russellville il 18 novembre. Questa Convention approvò un decreto di secessione, adottando quindi un nuovo sigillo statale ed eleggendo il rappresentante della contea di Scott George Washington Johnson come nuovo governatore. 

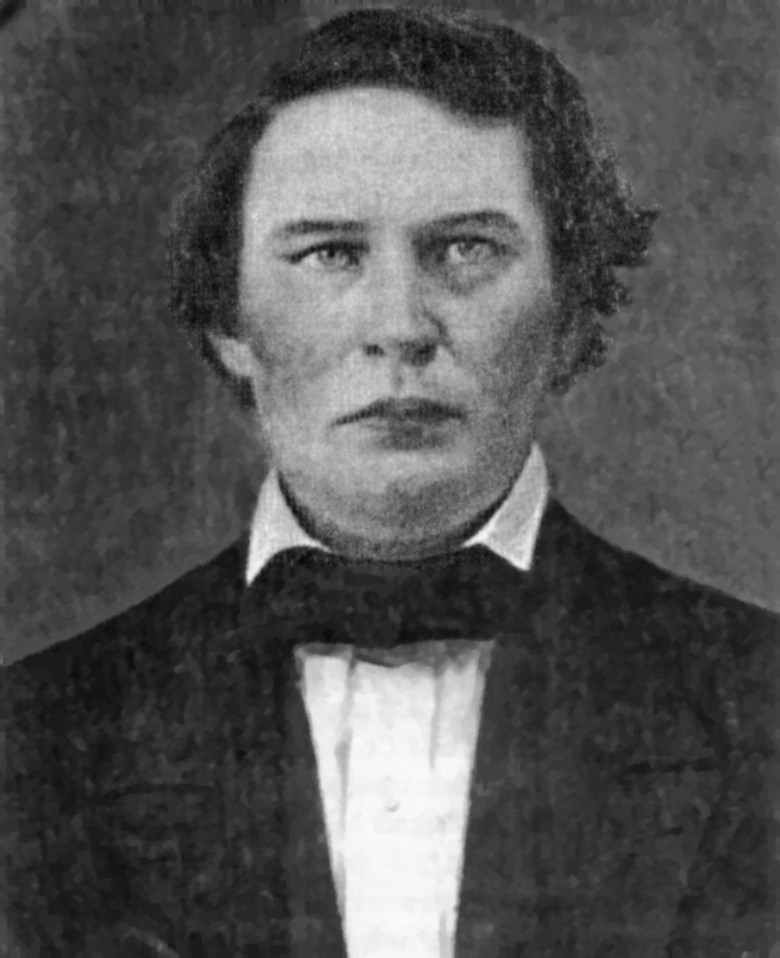
Il governatore secessionista George Washington Johnson, caduto nella battaglia di Shiloh.

Bowling Green, occupata dalle truppe sudiste, venne designata come capitale, sebbene i delegati prevedessero che il governo avrebbe potuto incontrarsi ovunque, in qualsiasi luogo cioè ritenuto più idoneo dal consiglio legislativo provvisorio e dal governatore. Non riuscendo ad elaborare una nuova Costituzione, i delegati votarono che: "la Costituzione e le leggi del Kentucky non in contrasto con le decisioni di questa Convenzione e con l'istituzione di questo governo, e con le leggi che possono essere emanate dal Governatore e dal Consiglio, saranno anche le leggi di questo Stato".
Sebbene il presidente degli Stati Confederati d'America Jefferson Davis avesse qualche remora ad ignorare l'Assemblea generale nel riconoscere il governo secessionista, il Kentucky (o meglio il suo parlamento ombra) fu ammesso agli Stati Confederati d'America dal 10 dicembre 1861. Fu quindi rappresentato dalla stella centrale sulla bandiera di battaglia sudista.
Sebbene abbia continuato a esistere per tutta la durata del conflitto, il governo secessionista ebbe sempre uno scarso effetto sugli eventi principali del Kentucky e sull'andamento delle operazioni di guerra all'interno del proprio territorio. 
Quando il comandante sudista Johnston abbandonò Bowling Green all'inizio del 1862, i funzionari governativi viaggiarono al seguito del suo esercito: lo stesso governatore Johnson rimase ucciso in servizio nella battaglia di Shiloh.
Al seguito dell'Armata confederata del Tennessee, il governo rientrò nel territorio del Kentucky durante la campagna di Braxton Bragg, ma ne fu ricacciato definitivamente in seguito alla battaglia di Perryville: da quel momento in poi esistette principalmente sulla carta e si dissolse al termine delle ostilità.

## Rottura della linea confederata
(Raimondo Luraghi, Storia della guerra civile americana, Vol. I, p. 394)
La linea confederata si fondò su quattro capisaldi:
1. Le forze dell'Arkansas - Earl Van Dorn;
2. La fortificazione di Columbus, che sbarrava il corso del fiume e venne rafforzata da altre due fortezze, quella dell'Isola numero 10 e Fort Pillow (la prima perduta in aprile nel corso della battaglia dell'Isola numero 10, a seguire la battaglia navale di Fort Pillow);
3. La posizione di Bowling Green destinata a coprire Nashville;
4. La posizione del "passo di Cumberland", col compito di coprire la tratta ferroviaria che da Chattanooga conduceva direttamente a Richmond in Virginia e la "Great Valley" del Tennessee Orientale.

In tutto oltre 700 km di estensione, col suo punto debole dato dal basso corso dei fiumi Tennessee e del Cumberland; se gli unionisti fossero riusciti a ottenere il controllo di queste due vie fluviali, l'intera linea sarebbe crollata, in quanto si sarebbero aggirate e prese alle spalle sia Columbus che Bowling Green.
In seguito alla secessione del Tennessee, si cominciarono a scegliere delle località per erigervi opere fortificate volte a sbarrare il basso corso dei fiumi immediatamente a Sud del confine kentuckyano, a circa 20 km di distanza l'una dall'altra: sulla riva destra del Tennessee, Fort Henry, mentre sulla sinistra del Cumberland, Fort Donelson.
Dopo aver liquidato la "famigerata neutralità" del Kentucky con il blitz su Columbus, si costruì Fort Heiman sulla riva opposta del fiume Tennessee. La funzione dei forti era di vitale importanza, in quanto proteggeva l'importante centro strategico di Nashville dotato di polverifici, officine, fabbriche e fonderie di cannoni oltre allo snodo ferroviario che univa Memphis a Bowling Green poco più a Sud dei forti.

### Mill Spring

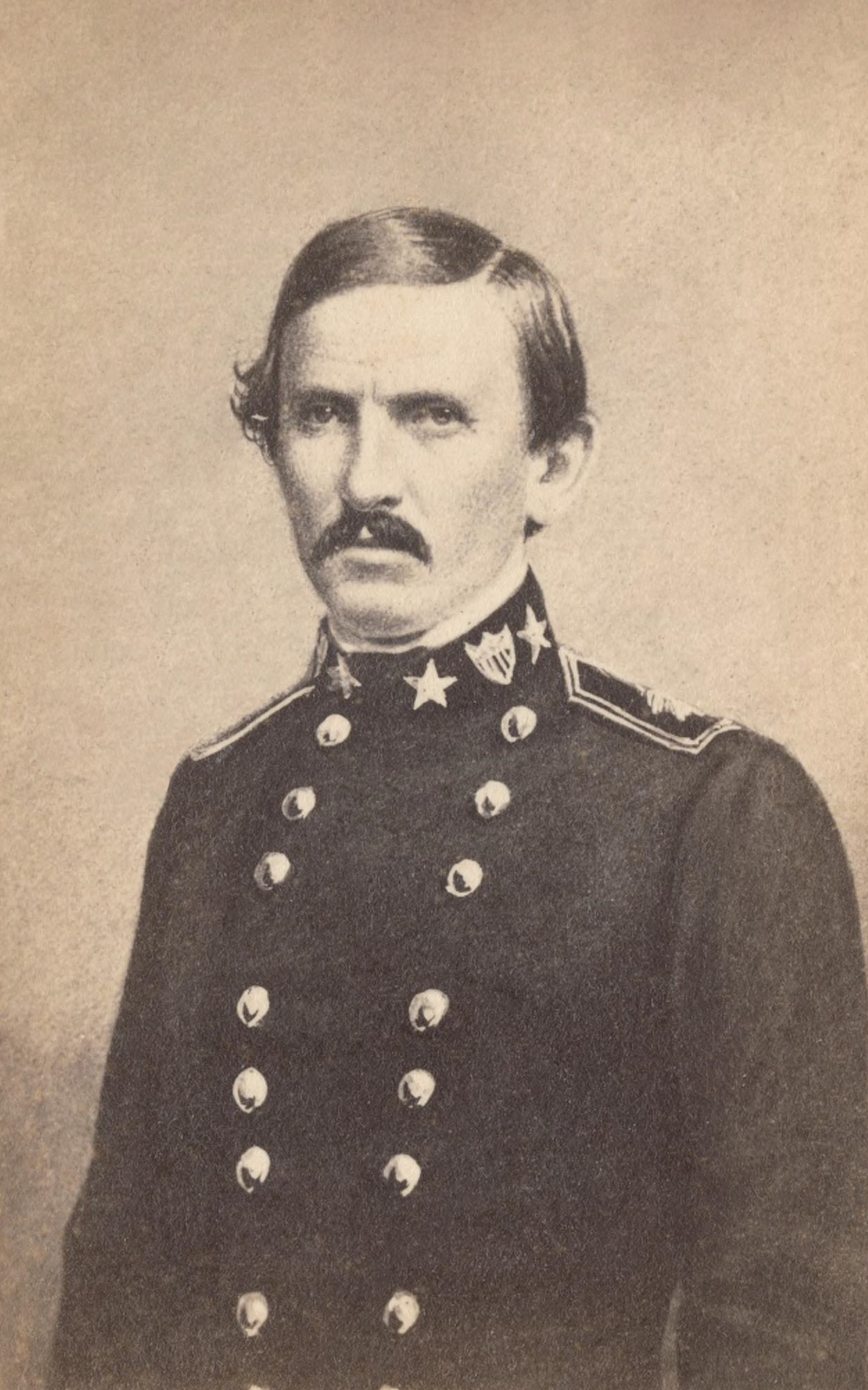
Il confederato George Bibb Crittenden.

Nel gennaio del 1862 il generale dell'Unione, George H. Thomas, cominciò ad avanzare sulla linea di posizione tenuta da George Bibb Crittenden a Mill Springs. In condizioni meteorologiche pessime l'esercito dovette muoversi con esagerata lentezza, impedito com'era dalle forti piogge, tanto che il nemico si avvicinò per incontrarlo prima che potesse ricevere gli attesi rinforzi provenienti dalla vicina Somerset.
La battaglia di Mill Springs (Logan's Crossroad) iniziò quindi il 19 gennaio e all'inizio parve favorire i confederati; tuttavia, grazie alla confusione causata dalla pioggia e dalla nebbia sopraggiunta Felix Zollicoffer, comandante della 1ª brigata di Crittenden, si trovò inconsapevolmente a cavalcare nel bel mezzo della fanteria federale. Uno dei suoi ufficiali gridando irruppe al galoppo cercando di informarlo dell'errore commesso. Subito dopo essere stato identificato venne però colpito, sbalzato dalla sella e ucciso; l'evento ebbe come conseguenza di scoraggiare i sudisti, invertendo così di fatto le sorti dello scontro.
I rinforzi di Thomas giunsero in tempo e le truppe di Crittenden si trovarono costrette a ripiegare velocemente attraverso il fiume Cumberland in piena esondazione.
In molti annegarono nella ritirata e il comandante confederato fu accusato di essere il responsabile del risultato disastroso.

### Fort Henry e Donelson
Johnston venne a sapere della sconfitta attraverso un resoconto dettagliato sulla battaglia fatto stampare da un giornale di Louisville; aveva già tuttavia da parte sua ulteriori e maggiori preoccupazioni, mentre Grant stava avanzando risolutamente lungo i fiumi Cumberland e Tennessee, in direzione delle fortezze approntate di recente: i siti della battaglia di Fort Henry e della battaglia di Fort Donelson.
Le navi da battaglia corazzate unioniste sbaragliarono le cannoniere avversarie sul fiume Mississippi nel corso della battaglia di Lucas Bend l'11 gennaio, obbligandole a tornarsene al sicuro in quel di Columbus.

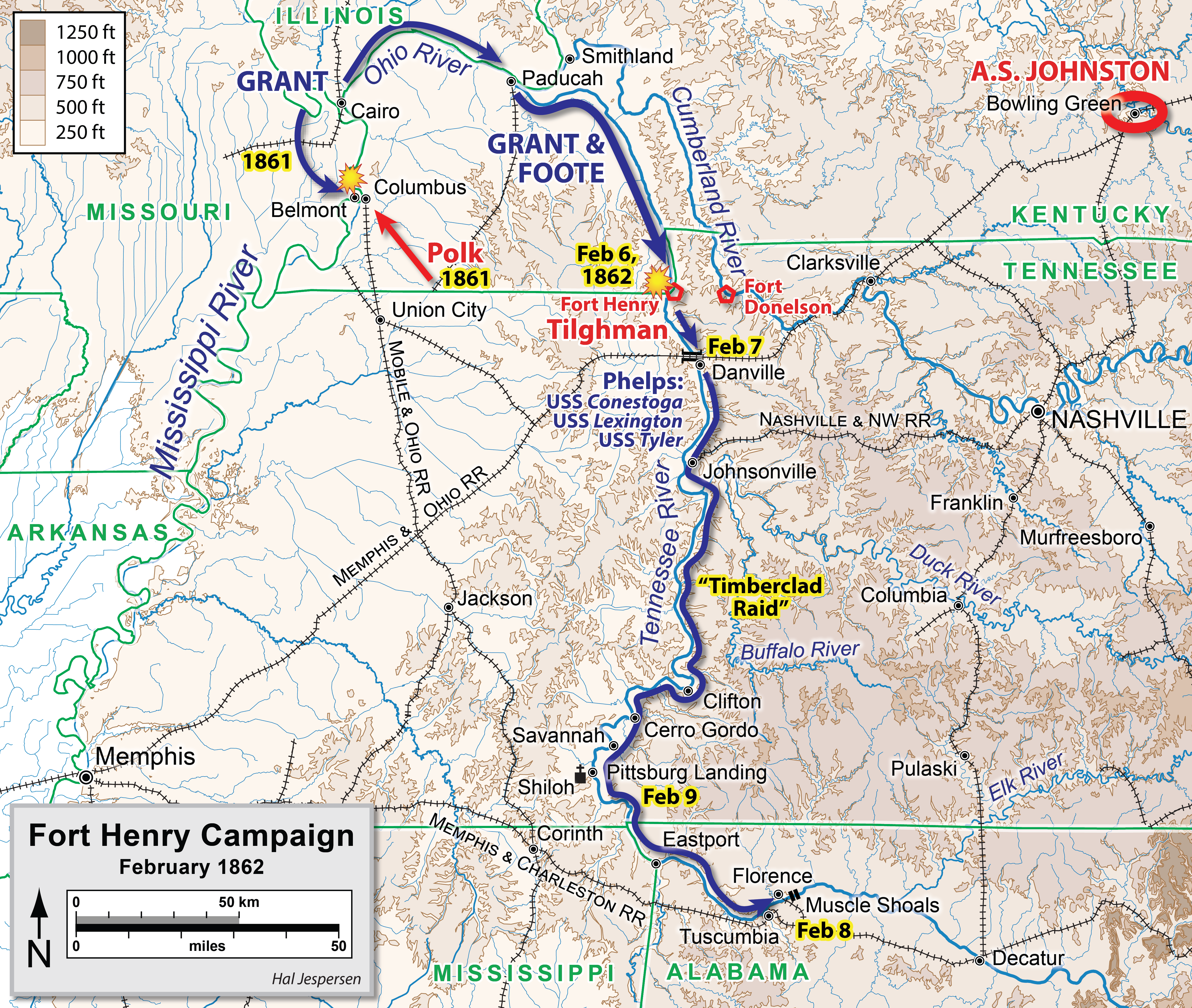
Schema delle operazioni per il controllo dei fiumi Cumberlad e Tennessee avviata da Ulysses S. Grant con la battaglia di Belmont (1861).

Dopo la vittoria ottenuta dallo stesso Grant nella battaglia di Belmont il generale Polk aveva previsto acutamente che le forze unioniste avrebbero preso di mira il corso del grande fiume e attaccato la città ancora sotto il controllo dei secessionisti; aveva pertanto concentrato la maggior parte delle proprie truppe in quella posizione. Lloyd Tilghman venne lasciato a difendere Fort Henry con meno di 3.000 uomini.

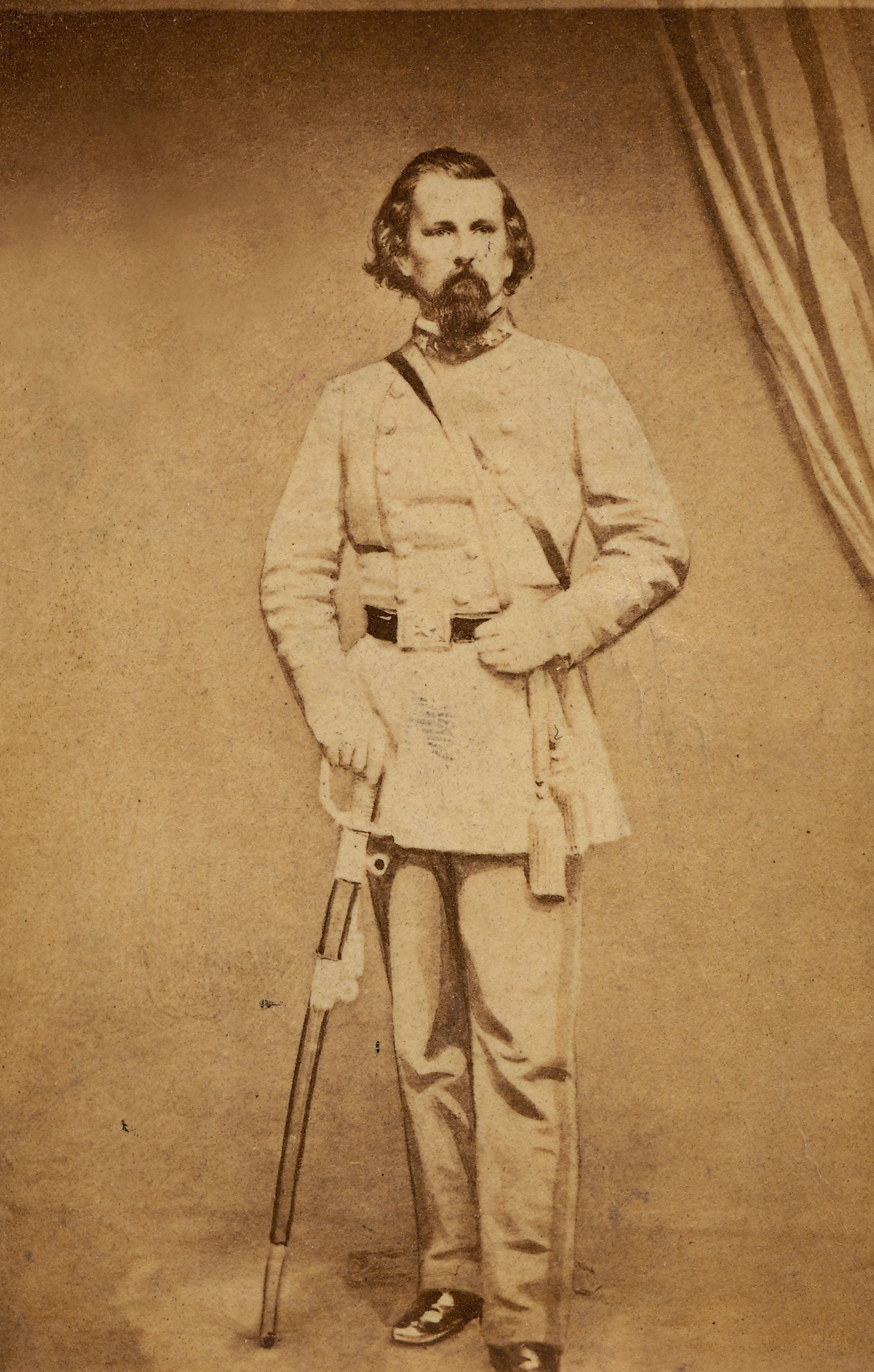
Foto di Lloyd Tilghman, avversario di Grant nella battaglia di Fort Henry.

L'esercito di Grant diede il via all'assalto al forte il 5 febbraio, costringendolo alla resa il giorno seguente. Il 7 febbraio Henry Halleck annunziò la vittoria con un telegramma, "scatenando un entusiasmo irrefrenabile nell'intero Nord". 
Fort Henry fu la prima breccia aperta nel sistema difensivo confederato; ora Johnston tentò di opporvisi ordinando a Pillow, Buckner e John Buchanan Floyd di dirigere la difesa di Fort Donelson. Nessuno dei tre ricevette però un comando specifico ed effettivo, una decisione questa che sarebbe loro costata assai cara. 
Grant arrivò davanti a Donelson il 13 febbraio e si ritrovò in inferiorità numerica di circa 3.000 soldati. Floyd non riuscì a capitalizzare il vantaggio iniziale, tanto che il generale dell'Unione venne notevolmente rafforzato entro la giornata successiva. 
Il 15 febbraio i confederati avevano quasi aperto una via di fuga in direzione di Nashville, ma le sopravvenienti discussioni e incomprensioni tra i generali inviati al forte fecero ritardare irrimediabilmente il ripiegamento.

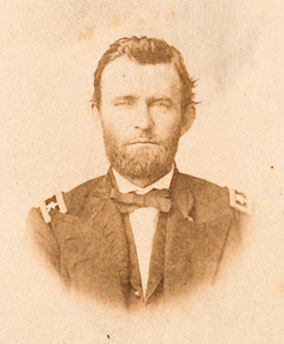
Ulysses S. Grant: Unconditional Surrender.

Floyd si appropriò di un piroscafo utilizzandolo per evacuare le proprie truppe, mentre Pillow fuggì di nascosto in piena notte su una barca a remi. Buckner, lasciato solo al comando e praticamente abbandonato, propose un accordo di cessate il fuoco a Grant mentre stavano per venire negoziati i termini della resa. 
La risposta data dal generale unionista - che cioè solamente un'immediata resa senza condizioni avrebbe potuto essere accettata - lo rese una figura eroica agli occhi dell'opinione pubblica nordista e gli fece guadagnare il soprannome di Unconditional Surrender (U. S. Grant).

### Ritirata confederata
- 6 febbraio: cade Fort Henry;
- 16 febbraio: resa di Fort Donelson (15.000 prigionieri);
- perdita di quasi tutto il Tennessee con la sua capitale occupata il 25 febbraio;
- battaglia di Elkhorn Tavern e l'Arkansas minacciato d'invasione;
- Texas e Nuovo Messico: l'unico tentativo offensivo sudista era finito in un fallimento nella battaglia di Glorieta Pass.
- 6 aprile: battaglia di Shiloh
- 24 aprile: battaglia di New Orleans

La perdita dei due fortini rese del tutto insostenibile la posizione di Polk a Columbus; i confederati furono pertanto costretti ad abbandonare la loro "rocca di Gibilterra dell'Occidente" il 28 febbraio. 
L'intera linea sudista andò in frantumi, Johnston abbandonò Bowling Green già l'11 febbraio per ritirarsi in un primo momento a Nashville e poco dopo ancora più a Sud per potersi riunire a Pierre Gustave Toutant de Beauregard e Braxton Bragg a Corinth.
La via fu definitivamente spianata con la battaglia di Shiloh e l'assedio di Corinth. Don Carlos Buell inseguì le truppe sudiste in ritirata dal Kentucky, entrando trionfante e senza incontrare la più piccola resistenza il 25 febbraio; il panico cominciò ad attanagliare il Sud: era difatti la prima capitale di uno Stato meridionale che cadeva nelle mani dei nordisti.
Il Cumberland Gap, l'ultima parte rimasto della linea confederata, cadde infine nelle mani dell'Esercito dell'Unione entro il giugno seguente.
In seguito al siluramento di Frémont e alla fine della neutralità kentuckyana, l'Ovest unionista fu suddiviso in tre settori:
1. Teatro Trans-Mississippi - David Hunter
2. Missouri - H. Halleck
3. Kentucky e Tennessee - inizialmente Anderson, in seguito William Tecumseh Sherman, infine (dopo che quest'ultimo, avendo dichiarato che erano necessari 200.000 uomini sui fronti dell'Ovest, era stato considerato pazzo o poco meno) D. C. Buell. In realtà ne occorsero 350.000[53].

Halleck valutò correttamente l'importanza del fatto che la caduta di Fort Henry e il dominio delle acque fluviali garantivano il pieno possesso del fiume Tennessee fino al confine settentrionale dell'Alabama situato a Muscle Shoals e inserendo un cuneo nel fronte nemico, che avrebbe consentito di spingersi a Sud fino a Florence, in Alabama, quindi di minacciare la nuova linea difensiva sudista posta tra l'Isola numero 10, Corinth, Tuscumbia e Chattanooga. Base per il nuovo attacco e sfondamento sarebbe divenuta Savannah.
- Mississippi: il corso del fiume Mississippi costituiva alla fine di aprile il primo punto di pericolo immediato per i confederati, incalzati dalla minacciosa spinta avversaria[55].

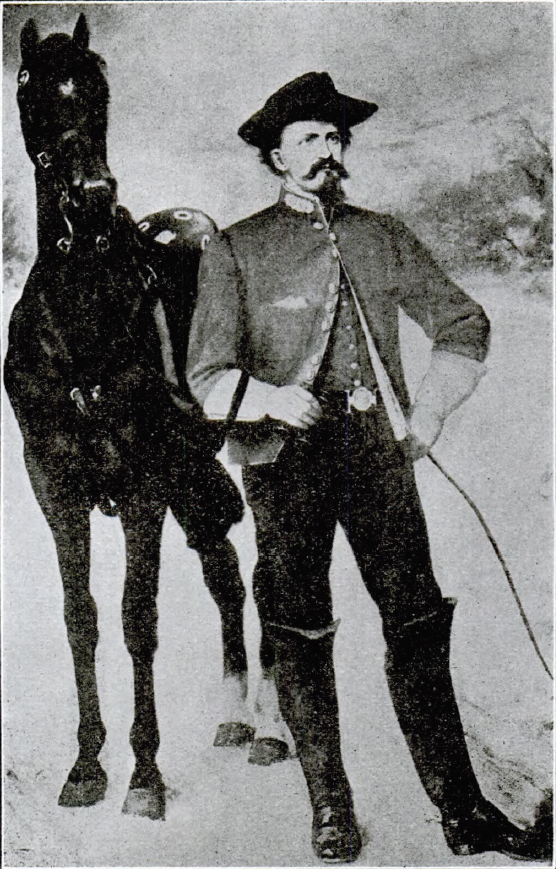
Il cavalleggero sudista John Hunt Morgan.

## Prime incursioni di Morgan
Quasi immediatamente dopo il precipitoso ritiro confederato dal Kentucky John Hunt Morgan diede il via alla prima delle sue incursioni nello Stato. 

Localizzazione di Cave City.

Nel maggio del 1862 i cavalleggeri sudisti riuscirono a catturare due convogli ferroviari a Cave City, ma l'obiettivo apparente era quello di agitare le acque portando lo scompiglio tra le forze unioniste da poco schierate: liberarono tutti coloro che si trovavano a bordo, restituirono uno dei treni e rimandarono gli occupanti a Louisville.
Questa mossa tattica riuscì a ben poco ed ebbe come effetto di medio termine solo quello d'incoraggiare il comandante confederato ad intraprendere un raid di proporzioni più ampie e maggiormente duraturo a luglio.
Il 4 luglio 1862 difatti gli uomini di Morgan lasciarono la base di Knoxville e occuparono militarmente Tompkinsville cinque giorni dopo. Dopo una breve sosta a Glasgow, da dove provenivano molte delle sue truppe, proseguirono verso Lebanon e la occuparono il giorno 12 seguente.

Localizzazione di Cynthiana (Kentucky).

Da lì la cavalleria confederata si diresse prima a Harrodsburg e poi a Georgetown, ove si fermò; osservando che Lexington era troppo pesantemente fortificata rivolse la sua attenzione alla cittadina di Cynthiana. 

Localizzazione di Paris.

Morgan fu nuovamente vittorioso nella schermaglia che ne seguì, ma con i rinforzi federali che si stavano sempre più avvicinando in una maniera preoccupante, scelse di rimettere in libertà tutti i soldati fatti prigionieri nel corso dell'ultimo scontro e fece rotta in direzione di Paris.

Localizzazione di Richmond.

All'uscita dallo Stato i suoi cavalleggeri raccolsero una cinquantina di nuove reclute fresche a Richmond. 

Localizzazione di Somerset.

Si fermarono quindi per una sosta anche a Somerset, dove Morgan ordinò al proprio addetto al telegrafo, George Ellsworth, d'indirizzare messaggi di scherno al generale Jeremiah Tilford Boyle e all'editore del Louisville Journal George Dennison Prentice.
Al completamento della sua razzia attraverso il Kentucky dichiarò di aver fatto prigionieri e successivamente rimesso in libertà ben 1.200 soldati, reclutato alla causa sudista 300 uomini e requisite diverse centinaia di cavalli indispensabili per le sue truppe, utilizzati o distrutti i rifornimenti dei federali in 17 centri urbani e infine subito in tutto meno di 100 perdite.

## Avanzata di Smith e Bragg

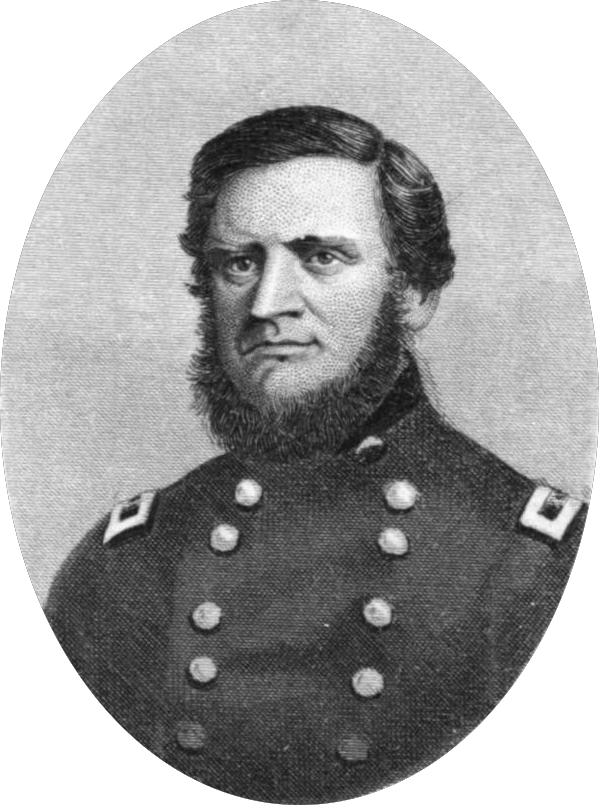
Il generale dell'Unione George Washington Morgan.

Le sortite di J. H. Morgan incoraggiarono Edmund Kirby Smith a trasferirsi a sua volta militarmente nel Kentucky. 
Dopo essersi consultato con il comandante sudista Braxton Bragg a Chattanooga, egli si mosse incontro al [generale dell'Unione George Washington Morgan, appostato a Cumberland Gap nell'agosto del 1862 subito dopo aver vinto la battaglia di Cumberland Gap.
Entrambi gli avversari compresero bene che si sarebbe potuto tentare di conquistare e quindi mantenere con sufficiente sicurezza il valico; il generale confederato poi si sarebbe dovuto riunire a Bragg nel Tennessee centrale.
Quando i due eserciti si scontrarono, Bragg avrebbe comandato la forza combinata contro Don Carlos Buell stanziata a Nashville. Dopo che questa città fosse stata rioccupata, l'esercito sudista avrebbe iniziato un'autentica invasione in massa del territorio dello Stato confinante.

Localizzazione della Contea di Fayette che include anche Lexington.

Mentre la schermaglia di Cumberland Gap si esauriva, Morgan rifiutò di ritirarsi o di arrendersi. Pensando che un'invasione del Kentucky fosse preferibile a un lungo assedio sul Gap, Smith lasciò un distaccamento con l'intento di gestire Morgan e tenerlo a bada e procedette invece speditamente in direzione di Lexington, abbandonando così completamente il piano precedentemente progettato di unirsi alle forze dislocate da Bragg per occupare Nashville.
La mossa costrinse lo stesso Bragg a forzare la mano e quindi anche lui entrò nel Kentucky il 28 agosto. Mentre Smith procedeva verso Lexington il governatore dell'Indiana Oliver Perry Morton decise che il suo collega Robinson stesse facendo troppo poco per sostenere la causa dell'Unione. 
Inviò pertanto due reggimenti attraverso l'Ohio fino a Louisville e si autoproclamò governatore sia dell'Indiana che del Kentucky.

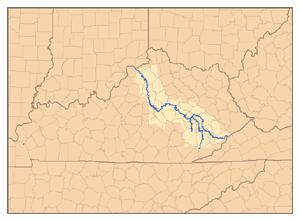
Il corso del fiume Kentucky.

### Battaglia di Richmond

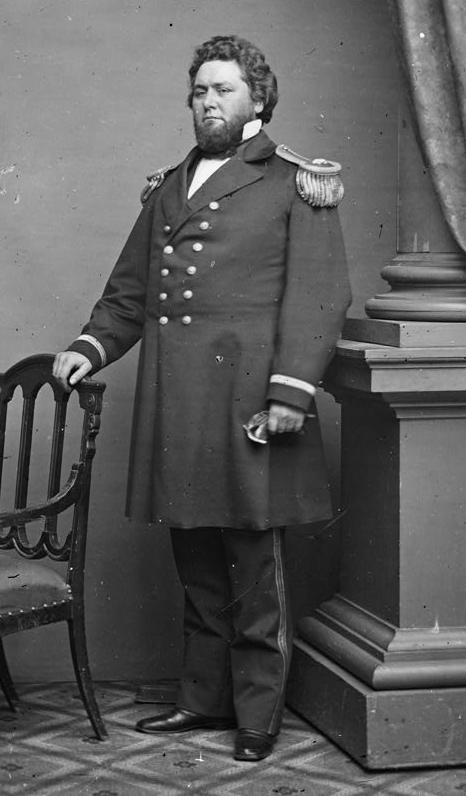
Foto del generale unionista William "Bull" Nelson.

Subito dopo aver appreso dell'ingresso di Smith nel Kentucky William "Bull" Nelson si preparò a ingaggiare battaglia contro l'esercito invasore sulle sponde del fiume Kentucky, con l'intento di sfruttare il terreno migliore; ma ritardò l'entrata in campo di modo che gli potessero giungere ulteriori rinforzi.
Ordinò quindi alle brigate, poste sotto il comando di Mahlon Dickerson Manson e Charles Cruft, di non prendere l'iniziativa d'attacco, bensì di ripiegare su Lexinton: gli ordini non furono consegnati in tempo o vennero ignorati.
Dopo alcune schermaglie preliminari, le forze sudiste presero contatto direttamente con Manson nei pressi di Richmond il 30 agosto. Le truppe di Smith, ben più esperte, ruppero il centro della linea unionista ricacciandola indietro fino all'altezza del cimitero cittadino: era la battaglia di Richmond.
Nel pomeriggio arrivò Nelson che cercò di riorganizzare lo schieramento; cavalcando lungo la linea del fronte il corpulento generale unionista esclamò: "se non riescono a colpirmi, questo significa che non possono colpire neppure l'uscio di un granaio!". Sfortunatamente per lui invece venne presto colpito per due volte dai tiratori scelti confederati; sebbene seriamente ferito, si salvò dallo scontro mentre i cavalleggeri nemici si mossero per tagliare la ritirata delle truppe dell'Unione, che lasciarono dietro di sé 206 morti, 844 feriti e 4.303 dispersi. Con un numero relativamente basso di perdite - 98 morti, 492 feriti e 10 dispersi - Smith era riuscito ad ottenere una della vittorie confederate più complete dell'intera guerra.

### Battaglia di Munfordville
Mentre l'invasione sudista proseguiva in direzione di Lexington, anche Bragg stava per scendere in campo, essendosi attardato a Chattanooga fino al giorno 28. Al comandante sudista fu riferito che nell'area tutt'attorno a Glasgow si sarebbero rinvenute ampie riserve di provviste; ma dopo essere venuto a conoscenza del fatto che Bragg si era mosso, Buell lasciò George H. Thomas a protezione di Nashville, trasferendo il resto del proprio esercito all'interno di Bowling Green, fatta fortificare pesantemente.

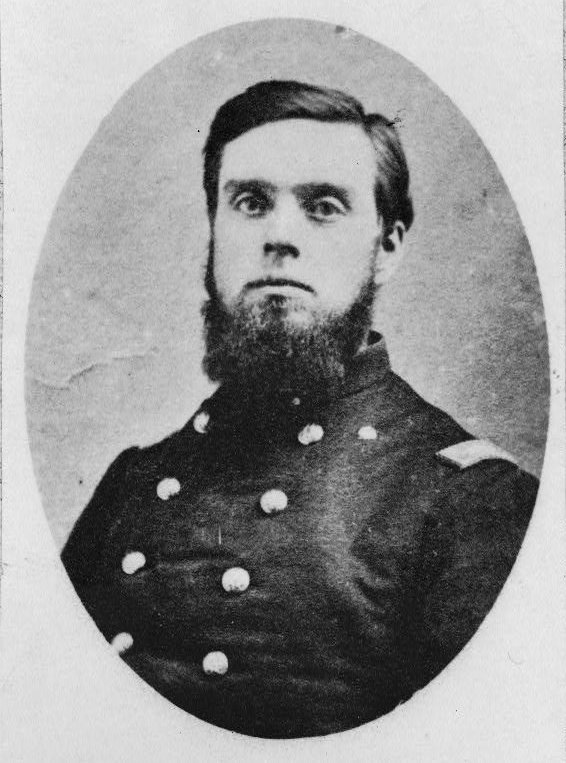
Foto di John Thomas Wilder.

Localizzazione di Munfordville.

Nel frattempo Smith aveva inviato il colonnello John Scott alla ricerca del proprio superiore. La notte del 13 settembre si ebbe il primo contatto con le truppe federali agli ordini di John Thomas Wilder a Munfordville; ne fu chiesta quindi la resa immediata. Scott cercò quindi l'aiuto della "brigata Mississippi" di James Ronald Chalmers, che si trasferì prontamente entro quella stessa nottata a sostegno del collega.
L'assalto ebbe inizio il mattino seguente e, sebbene in netta inferiorità numerica, le forze unioniste inflissero all'avversario più di 200 vittime nel corso dei primi combattimenti: era la battaglia di Munfordville. Alle 9:30 Chalmers cercò di intimidire Wilder per indurlo alla resa, inviandogli una bandiera di tregua con il seguente messaggio:

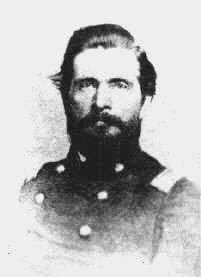
Foto di Cyrus Livingston Dunham.

Dopo aver ricevuto il messaggio l'unionista Wilder rispose: "Vi ringrazio per i complimenti, se volete evitare ulteriori spargimenti di sangue, mantenetevi fuori dalla portata delle mie armi". Wilder ricevette presto i rinforzi di Cyrus Livingston Dunham, costituiti da 4.000 effettivi; mentre Scott e Chalmers cercarono a loro volta assistenza dall'armata principale di Bragg. Questi era furibondo, ma arrivò comunque il giorno successivo. Schierò le truppe di William Joseph Hardee e Leonidas Polk in modo da circondare l'intera cittadina, ritardando l'assalto al 17 settembre. Bragg inviò anch'egli un'ulteriore richiesta di resa.
Dopo aver indetto un consiglio di guerra per decidere il da farsi, Wilder inviò una richiesta insolita al subordinato di Bragg, Simon Bolivar Buckner, chiedendo che gli venisse permesso d'ispezionare le truppe che lo stavano accerchiando, per poter così verificare personalmente se la resa fosse davvero la migliore scelta da intraprendere. Ammirato dall'iniziativa presa dall'avversario, Buckner acconsentì e, dopo aver esaminato le linee confederate, Wilder si arrese.
I circa 4.000 uomini di Wilder vennero rimessi in libertà e fatti dirigere a Bowling Green, ove Bragg sperava che avrebbero contribuito in maniera sostanziale a prosciugare le scorte alimentari di Buell e pertanto costringerlo ad andarsene. Il ritardo causato da questa vittoria sarebbe però alla fine costato ai confederati un premio molto più importante: la presa di Louisville.

### Effimera inaugurazione del governo secessionista
Mentre Bragg faceva riposare i suoi uomini e pianificava la prossima mossa, Buell marciò a tappe forzate verso Nord fino a Louisville, ove giunse il 25 settembre. Visto il proprio obiettivo primario sfumato, essendo caduto nelle mani dell'Esercito dell'Unione, il comandante sudista si rivolse a Bardstown, là dove attendeva impazientemente di incontrarsi finalmente con Smith.

Localizzazione di Frankfort.

Ma questi stava in realtà operando in modo del tutto indipendente nelle immediate vicinanze di Frankfort e Bragg, ora penosamente consapevole che la mancata cooperazione con Smith poteva rivelarsi una sconfitta definitiva delle operazioni nel Kentucky, incominciò a disperdere le sue truppe in posizioni difensive sparpagliandole tra Bardstown, Shelbyville e Danville.
I comandanti sudisti erano rimasti assai delusi dal minimo apporto ricevuto dai volontari kentuckyani. Una colonna di carri ricolma di fucili era già stata inviata per equipaggiare le reclute che, si pensava, sarebbero affluite in massa; ma, sebbene le simpatie nei confronti dei confederati rimanessero alte, ciò non accadde affatto. I volontari disponibili furono un numero risibile e la maggior parte delle armi rimasero inutilizzate nei carri.

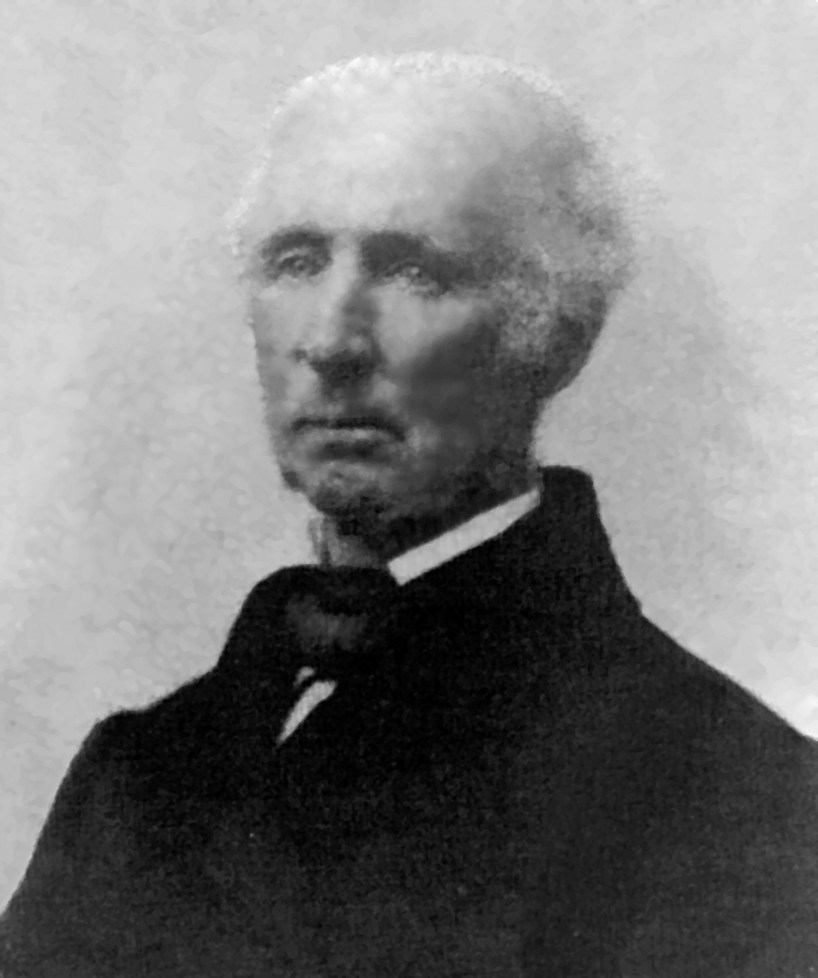
Il governatore secessionista Richard Hawes.

Bragg a questo punto sperò vivamente di riuscire a raccogliere potenziali reclute insediando Richard Hawes, posto a capo del governo confederato del Kentucky (rimasto sempre privo di funzione effettiva), tramite una cerimonia d'inaugurazione che si tenne a Frankfort. Il governo unionista legittimamente eletto se ne fuggì quindi a Louisville poco prima che i confederati facessero il loro ingresso nella capitale statale.

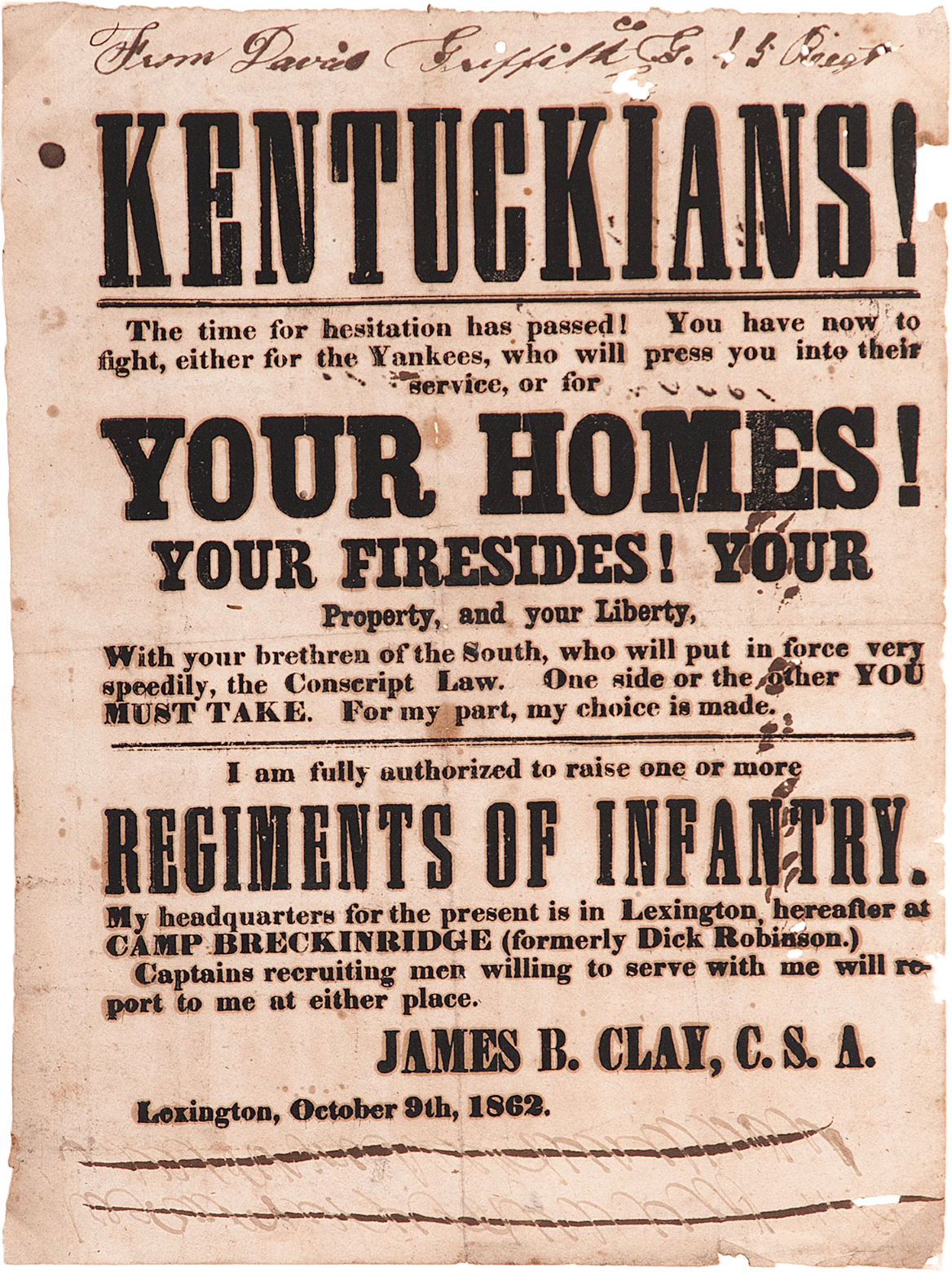
Manifesto fatto stampare dal figlio di Henry Clay, il luogotenente James Brown Clay, nel quale questi fa appello ai simpatizzanti del Sud per difendere le loro case dall'invasione degli Yankee. Lexington, 9 ottobre 1862.

La cerimonia ebbe luogo il 4 ottobre 1862. Innanzitutto il comandante sudista si rivolse alla folla riunitasi, promettendo solennemente di difendere strenuamente il territorio del "Commonwealth del Kentucky"; poi Hayes, che aveva già prestato il giuramento d'ufficio alcuni mesi prima al seguito dell'Armata confederata del Tennessee pronunciò un lungo discorso. 
Dichiarò che il governo provvisorio avrebbe realizzato il più presto possibile l'organizzazione delle istituzioni civili, così come un'adeguata protezione per le persone e le proprietà; questo finché il popolo - nella sua sovranità - non avesse potuto dare un governo permanente fondato sulla volontà della maggioranza. Le promesse espresse sia da Bragg che da Hawes si rivelarono tuttavia di assai breve durata. Ancor prima che potesse essere tenuta la prima riunione inaugurale dell'amministrazione sudista le forze di Buell erano scese su Frankfort sparando a raffica grossi proiettili d'artiglieria i quali distrussero in un solo attimo l'atmosfera apparentemente ottimista dei dirigenti secessionisti.

Localizzazione di Shelbyville.

Bragg aveva notevolmente sottovalutato la capacità dell'avversario di avanzare rapidamente sulla sua posizione; mentre erano ancora in corso i preparativi per l'inaugurazione di Hayes, il generale unionista stava già cominciando a impegnare seriamente l'esercito confederato da Shelbyville costringendolo in posizioni di arretramento.

Localizzazione di Harrodsburg.

Il comandante sudista ordinò a questo punto a Polk di attaccare il fianco di Buell partendo proprio da Bardstown; ma questi si trovava già sotto un forte attacco unionista tanto che non poté far altro che ripiegare su Bryantsville. Bragg iniziò allora una ritirata dalla capitale fino ad Harrodsburg, nell'intento di riunirsi con Polk.
Nel frattempo Smith si preparò a difendere strenuamente Lexington, attirandosi contro la maggior parte della massa d'urto impiegata da Buell.

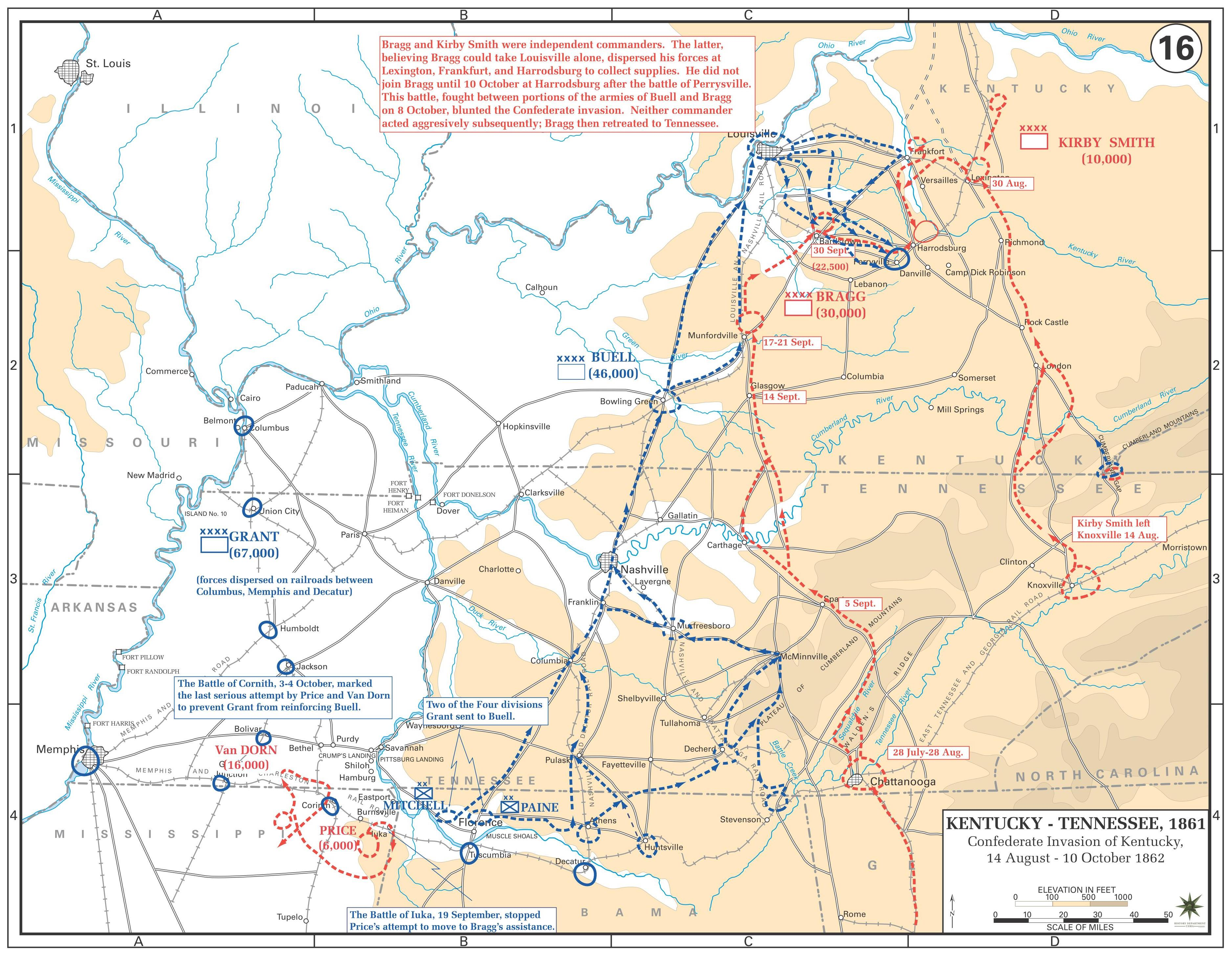
Le operazioni della Campagna del Kentucky da agosto ad ottobre del 1862.

### Battaglia di Perryville
Entro il 7 ottobre l'esercito di Polk se ne era ritornato a Perryville. La secca estate del 1862 aveva prodotto una seria scarsità di acqua e quando le truppe unioniste videro il Doctor's Creek quasi del tutto prosciugato iniziarono a trasferirsi minacciando le posizioni confederate. Bragg condivideva l'ipotesi di Smith: che la maggior parte dell'attacco federale sarebbe cioè stato diretto contro Lexington e Frankfort.
Ordinò pertanto a Polk di prendere l'iniziativa e distruggere le forze unioniste in avvicinamento prima di procedere a Versailles per ricongiungersi con Smith. I soldati confederati a Perryville tuttavia si resero presto ben conto che un contingente militare di dimensioni molto più vaste del previsto si stava facendo strada puntando verso di loro, cominciando pertanto decisamente ad assumere una posizione difensiva.

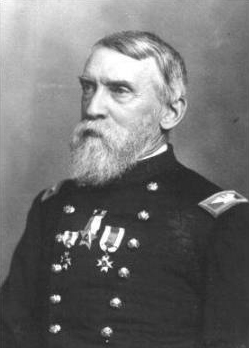
Foto di Charles Champion Gilbert.

Buell, Charles Champion Gilbert, Alexander McDowell McCook e Thomas Leonidas Crittenden si stavano sempre più avvicinando a Perryville, con intenzioni palesemente ostili.
I confederati in ogni caso non furono i soli a considerare male la situazione. Quando Bragg apprese che i suoi uomini non avevano attaccato come ordinato, si diresse personalmente a Perryville per guidarli. Nel loro riallinearsi ad una postura d'attacco, i sudisti innalzarono una tale nuvola di polvere che la forza unionista in avvicinamento credette più prudente ed opportuno ripiegare temporaneamente a sua volta verso Harrodsburg.

Foto di Alexander McDowell McCook.

Ciò diede agli uomini di Bragg il vantaggio della sorpresa quando aprirono il fuoco sulle forze di McCook alle ore 14 del giorno 8; mentre il comandante unionista veniva spinto indietro sul fianco sinistro, il centro resistette fino a quando anche l'ala destra cominciò a collassare.
Fu solo nel tardo pomeriggio che Buell venne a conoscenza della difficile situazione in cui si trovava il collega a lui subordinato, al che mandò tosto due brigate prese dal corpo d'armata di Gilbert per rafforzarlo.
Questo bastò a fermare l'avanzata confederata su McCook a Nord della cittadina. Intanto le esigue brigate sudiste si scontrarono con i 20.000 uomini di Gilbert ad Ovest e con gli altrettanti di Crittenden a Sud.
Solamente in quel momento Bragg si rese perfettamente conto di trovarsi di fronte alla forza principale di Buell e di essere ampiamente in inferiorità numerica. Mentre l'oscurità si avvicinava interrompendo lo scontro, il comandante confederato conferì con i propri ufficiali, decidendo alla fine di ritirarsi dentro Harrodsburg per cercare per l'ennesima volta di ricongiungersi con Smith.

Localizzazione di Perryville.

Da qui dovettero poco dopo uscire dal Kentucky attraversando il Cumberland Gap. Per il resto del tempo di guerra non vi furono ulteriori sforzi concertati da parte sudista per tenere sotto occupazione lo Stato. Il Kentucky poté così rimanere definitivamente nelle mani dei federali.
La battaglia di Perryville fu dunque una decisiva vittoria strategica per l'Unione.

## Ordine generale numero 11
Il 17 dicembre 1862, secondo i termini dell'Ordine generale numero 11 emanato da Ulysses S. Grant, una trentina di famiglie ebree da lungo tempo residenti si trovarono costrette ad abbandonare le proprie case, espulse dallo Stato in quanto accusate di commerciare di contrabbando con il cotone dei nemici sudisti. Cesar Kaskel, un importante uomo d'affari ebreo locale, dovette inviare un telegramma direttamente ad Abraham Lincoln e successivamente incontrarsi con lui di persona, riuscendo alfine a far revocare l'ordine.

## Morgan colpisce ancora
Per l'incapacità dimostrata nell'inseguire efficacemente i confederati in ritirata Buell venne sostituito con William Starke Rosecrans; questi si accampò a Nashville tra la fine dell'autunno e l'inizio dell'inverno (dicembre 1862-gennaio 1863). Ritenendo che il nuovo comandante unionista avrebbe dato il via ad una controffensiva non appena si fossero accumulati sufficienti rifornimenti, Bragg inviò John Hunt Morgan col compito di interrompere le linee ferroviarie che rifornivano Rosecrans tramite la Louisville & Nashville Railroad.
Il raid di Morgan faceva parte di un piano atto a bloccare la temuta avanzata nemica distruggendo la rete dei collegamenti proveniente da Nord-Est. Mentre il comandante sudista stava iniziando le operazioni di trasferimento, Nathan Bedford Forrest stava a sua volta avviando un raid attraverso il Tennessee occidentale, mentre Earl Van Dorn irrompeva contemporaneamente da Sud a dargli man forte.

Localizzazione di Elizabethtown.

### Raid di Natale
I cavalleggeri sudisti di Morgan rientrarono in territorio kentuckyano il 22 dicembre sequestrando subito un vagone di rifornimenti destinato a Glasgow; il giorno di Natale si diressero alla Bacon Creek Station e al ponte ferroviario. Dopo aver respinto la dura resistenza unionista distrussero sia il passaggio sul fiume che diversi chilometri di binario ferroviario e traversine, riuscendo così a tagliare temporaneamente la linea dei rifornimenti di Rosecrans. Giunsero ad Elizabethtown il 27 seguente.
Il comandante di zona, il colonnello dell'Unione H. Smith, chiese la resa degli uomini di Morgan ma questi - con una mossa di aggiramento a sorpresa - arrivò a circondarlo completamente e, a seguito di una breve schermaglia che tenne variamente impegnate le esigue forze dell'Esercito dell'Unione, accettò di andarsene, non prima però di aver messo fuori uso l'infrastruttura L & N nell'intera regione, quindi iniziò a pianificare una fuga in direzione del Tennessee.

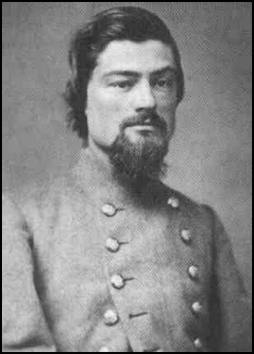
Foto di Basil Wilson Duke.

L'artiglieria di John Marshall Harlan però non si scompose e il 29 dicembre cominciò a bombardare insistentemente i guerriglieri sabotatori proprio mentre questi stavano attraversando il Rolling Fork River, ferendo gravemente il comandante della 1ª brigata Basil Wilson Duke. Questi venne pertanto condotto a Bardstown per ricevere le cure necessarie, recuperando in tempo per potersi ricongiungere alla ritirata confederata in corso già il giorno successivo.
Una pioggia gelida afflisse gli uomini di Morgan mentre alzavano un accampamento di fortuna attorno a Springfield nella nottata del 30 seguente. Gli esploratori riferirono di una massiccia forza unionista concentratasi ad appena 9 miglia di distanza, in quel di Lebanon.

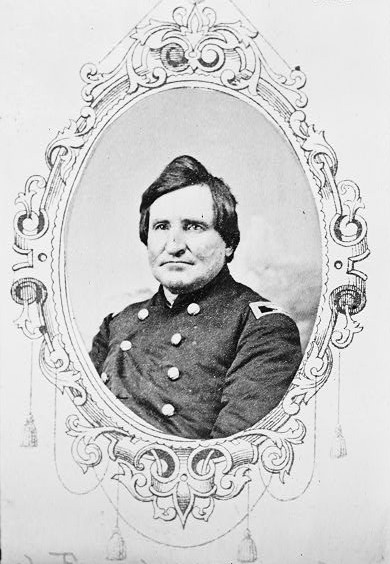
Foto di Frank Lane Wolford.

Con il distaccamento di Frank Lane Wolford, che si stava muovendo pericolosamente sulla sua posizione, Morgan prese la decisione di avviare l'ennesimo trasferimento poco dopo la mezzanotte, con un tempo che andava facendosi sempre peggiore.
Ordinò anche a un paio di compagnie di tentare di creare un diversivo, fingendo un attacco contro Lebanon e bruciando le palizzate dei binari, così da creare l'apparenza di fuochi da campo, mentre il corpo principale lasciava indisturbato il bivacco proseguendo fino a Campbellsville.
Il piano parve ottenere i risultati sperati e dopo una marcia a tappe forzate - molti la descrissero in seguito come la loro peggiore notte di guerra - giunsero sani e salvi nella cittadina nel corso della Notte di San Silvestro. Catturarono ancora una volta alcuni rifornimenti in segno di benvenuto.
Entro la giornata successiva procedettero attraverso Columbia, rientrando nel territorio del Tennessee il 3 gennaio 1863.

### Morgan attraversa l'Ohio
A seguito del "raid di Natale" si verificarono solamente altre incursioni minori da parte di varie unità militari terrestri sotto la guida di Roy Cluke, John Pegram e Humphrey Marshall, tra gli altri. I comandanti unionisti, frustrati dal sistema banditesco di guerriglia intrapreso, non poterono far altro che tentare di reagire al meglio all'imprevedibilità di tali incursioni. Morgan avrebbe tuttavia fatto presto loro un favore, accrescendo la visibilità del suo prossimo raid.

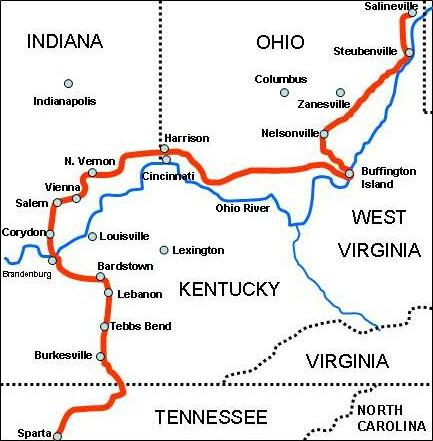
Percorso del raid di Morgan (giugno-luglio 1863).

Presero a diffondersi innumerevoli voci che, a causa del matrimonio appena contratto, il comandante sudista avrebbe perduto l'iniziativa. Desideroso di dissiparle e stanco di sorvegliare dalle retrovie il fianco sinistro di Braxton Bragg, propose un nuovo attacco puntando lungo il corso del fiume Ohio. Il superiore, temendo sempre un attacco imminente da parte di Rosecrans, accolse l'idea, in quanto avrebbe tolto almeno in parte la pressione esercitata sulla sua Armata.
Morgan radunò quindi i propri uomini in una zona compresa tra Liberty e Alexandria, entrambe nel Tennessee. Il 10 giugno Morgan si rivolse alla sua unità dichiarando che Bragg aveva autorizzato il raid alla volta di Louisville ma, se solo le condizioni lo avessero permesso, oltre il fiume anche fino ad entrare nell'Indiana e forse addirittura nell'Ohio. Confidò i veri ordini, di voler fermarsi davanti al fiume, soltanto al fidato confidente Basil Duke.
L'avvio del raid venne però ritardato dall'intercettazione delle comunicazioni relative per opera di un gruppo d'incursori unionisti che si stava muovendo su Knoxville; dopo 3 settimane trascorse a cavalcare immersi nella fanghiglia, gli uomini di Morgan non erano ancora riusciti a localizzare con precisione il nemico. Il 2 luglio rientrarono nel Kentucky.

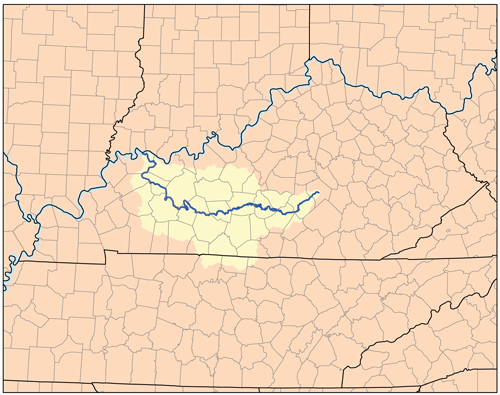
Mappa di localizzazione del Green River (Kentucky).

Due giorni dopo furono impegnati contro le forze congiunte di Orlando Moore alla battaglia di Tebbs Bend, là dove un ponte attraversava il Green River, nelle immediate vicinanze di Campbellsville. Chiese quindi una resa incondizionata; ma Moore, notando che era il Giorno dell'indipendenza rispose: "È un brutto giorno per la resa, quindi preferirei di no". Le forze unioniste vinsero lo scontro e Morgan, avendo subito 71 vittime, decise di aggirare il ponte.
Incontrò nuovamente una certa resistenza alla battaglia di Lebanon ove, nonostante la vittoria confederata, il fratello diciannovenne - Tom - rimase ucciso. Da qui attraversò Springfield verso Bardstown, dove apprese che i soldati dell'Esercito dell'Unione si trovavano ad almeno una giornata di distanza alle sue spalle e che Louisville si stava già preparando per un altro attacco.

Localizzazione di Brandenburg.

Morgan tuttavia ebbe il vantaggio concessogli dalla sorpresa, avendo invece selezionato come suo prossimo bersaglio Brandenburg. Inviò un distaccamento in avanscoperta per creare i preparativi di attraversamento dell'Ohio e il 7 luglio riuscì ad impossessarsi di due navi a vapore, la John B. McCombs e la PS Alice Dean. A mezzanotte tutti gli uomini di Morgan si trovavano oramai sul suolo dell'Indiana. 
Per tutte le settimane successive cavalcarono seguendo le rive dell'Ohio, facendo irruzione nei due Stati unionisti. Il giorno 19 le forze federali catturarono Duke assieme ad altri 700 cavalleggeri, ma Morgan riuscì a sottrarsi scappando con il rimanente delle truppe a propria disposizione (1.100 effettivi). L'inseguimento unionista non gli diede tregua tanto che perdeva a cadenza quotidiana un certo numero di uomini esausti: quando infine si arrese, il 26 luglio, i suoi uomini si erano ridotti a 363.
Il comandante sudista venne condotto in una prigione a Columbus, in Ohio, ma nel novembre seguente riuscì a fuggire con alcuni altri ufficiali secessionisti. Nonostante la minaccia della Corte marziale prospettatagli da Bragg per aver palesemente disubbidito agli ordini ricevuti, la dirigenza confederata aveva un tal bisogno di leader che Morgan venne rapidamente riportato alla sua precedente posizione di comando.

## Incursione di Forrest su Paducah
In seguito alla cattura del comandante cavalleggero fino alla primavera del 1864 non vi furono più grandi scontri combattuti nel Kentucky. Una parte di 3 reggimenti di fanteria dell'esercito di Bragg avevano intanto chiesto di riorganizzarsi come "fanteria a cavallo" sotto la guida di Abraham Buford; i sudisti non avevano però un numero sufficiente di cavalcature da fornire loro.
Nathan Bedford Forrest, che in quel momento operava in Mississippi, incominciò a sua volta ad organizzare un raid da condurre contro il Tennessee occidentale e il Kentucky; oltre a ottenere supporti per la futura fanteria a cavallo, il comandante sudista aveva l'intenzione di interrompere le linee di rifornimento unioniste, progettato di accaparrarsi approvvigionamenti per le sue formazioni e - soprattutto - scoraggiare con la forza l'arruolamento di afroamericani kentuckyani nelle United States Colored Troops.
Il 25 marzo 1864 Forrest dette il via al proprio attacco. S'imbatté nel colonnello Stephen G. Hicks a Fort Anderson e ne richiese la resa; sapendo che i suoi obiettivi principali erano quelli di ottenere rifornimenti e cavalli, Hicks declinò l'invito.
In gran parte la supposizione che Forrest non si sarebbe azzardato ad attaccare frontalmente la fortezza si dimostrò esatta, ma il colonnello sudista Albert P. Thompson, originario della regione, tentò per un breve periodo di espugnarlo per vie indirette; questo prima di rimanere ucciso con tutti i suoi 24 uomini: era la battaglia di Paducah.
Forrest si mantenne nell'area e, in 10 ore, riuscì a distruggere il quartier generale dell'Esercito dell'Unione, così come gli edifici che ospitavano il quartiermastro e il commissario territoriale. Si appropriò inoltre di 200 tra cavalli e muli prima di retrocedere fino a Mayfield. Completata l'operazione, concesse un permesso di licenza ai kentuckyani posti sotto il suo comando di modo che potessero assicurarsi abiti ed altri oggetti di supporto migliori di quelli che già avevano in dotazione. 
Il 4 aprile, come concordato, ognuno degli uomini di Forrest fece il proprio rapporto a Trenton.
Vari giornalisti unionisti si vantarono immediatamente dopo il raid che i cavalli migliori della zona erano già stati nascosti in previsione dell'attacco e che Forrest era riuscito a ottenere solamente quelli sottratti ai privati cittadini; furibondo il comandante sudista ordinò a Buford di tornare indietro. I suoi uomini giunsero il 14 aprile, costringendo nuovamente Hicks sotto assedio ed infine catturando altri 140 cavalli all'interno della locale fonderia, esattamente là ove i giornali avevano indicato fossero stati messi.
Raggiunsero quindi Forrest nel Tennessee; il raid non ebbe successo soltanto in termini di acquisizioni aggiuntive, ma fornì anche un diversivo per la battaglia di Fort Pillow.

## 1864-1865: legge marziale
In risposta al crescente problema costituito dalla strategia militare guerrigliera attuata nel biennio 1863-1864, a giugno il Maggior generale Stephen Gano Burbridge ottenne il comando dell'intero Stato; ciò diede inizio ad un periodo di stretto controllo militare che sarebbe proseguito ininterrottamente fino all'inizio dell'anno successivo, a partire dalla legge marziale autorizzata dalla presidenza di Abraham Lincoln.
Per pacificare l'intera regione una volta per tutte Burbridge attuò un severo sistema repressivo nei confronti di qualsiasi forma di collaborazionismo e spionaggio, utilizzando la pressione economica come fattore di coercizione. La politica adottata, che includeva l'esecuzione pubblica di quattro guerriglieri accusati di tradimento per la morte di ciascun cittadino dell'Unione disarmato, ebbe a causare più di una controversia.
Dopo uno scontro avuto con il Governatore del Kentucky Thomas Elliott Bramlette Burbridge venne destituito nel febbraio del 1865: i confederati lo ricordarono come "il macellaio del Kentucky".

### Altre letture
- Astor, Aaron. Rebels on the Border: Civil War, Emancipation, and the Reconstruction of Kentucky and Missouri (Louisiana State University Press; 2012) 360 pp
- Bryan S. Bush, Butcher Burbridge: Union General Stephen Burbridge and His Reign of Terror Over Kentucky, Morley, Missouri, Acclaim Press, 2008, ISBN 0-9798802-5-4.
- Brown, Kent Masterton. The Civil War in Kentucky: Battle for the Bluegrass State (Da Capo Press, 2007)
- Bryan S. Bush, The Civil War Battles of the Western Theatre, 2000ª ed., Paducah, Kentucky, Turner Publishing, Inc., 1998, ISBN 1-56311-434-8.
- Bush, Bryan S. Louisville and the Civil War: A History and Guide (2008) excerpt and text search
- Cotterill, R. S. "The Louisville and Nashville Railroad 1861–1865," American Historical Review (1924) 29#4 pp. 700–715 in JSTOR
- Coulter, E. Merton. The Civil War and Readjustment in Kentucky (1926), the standard scholarly study
- Dollar, Kent T., Larry H. Whiteaker, and W. Calvin Dickinson, eds. Sister States, Enemy States: The Civil War in Kentucky and Tennessee (University Press of Kentucky, 2009) 391pp; 16 essays by scholars
- Finck, James C., Divided Loyalties: Kentucky's Struggle for Armed Neutrality in the Civil War (Savas Beatie, 2012)
- Hardin, Elizabeth Pendleton. The Private War of Lizzie Hardin: A Kentucky Confederate Girl's Diary of the Civil War in Kentucky, Virginia, Tennessee, Alabama, and Georgia (Kentucky Historical Society, 1963)
- Harrison, Lowell H. The Civil War in Kentucky (University Press of Kentucky, 2010), recent overview
- Harrison, Lowell H. "The Civil War in Kentucky: Some Persistent Questions." The Register of the Kentucky Historical Society (1978): 1-21. in JSTOR
- Howard, Victor B. "The Civil War in Kentucky: The Slave Claims His Freedom." Journal of Negro History (1982): 245-256. in JSTOR
- Lewis, Patrick A. For Slavery and Union: Benjamin Buckner and Kentucky Loyalties in the Civil War (University Press of Kentucky, 2015) 263 pp.
- McDonough, James Lee. War in Kentucky: From Shiloh to Perryville (Univ. of Tennessee Press, 1996)
- McWhiney, Grady. "Controversy in Kentucky: Braxton Bragg's Campaign of 1862." Civil War History (1960) 6#1 pp: 5-42. online
- McNight, Brian D. Contested Borderland: The Civil War in Appalachian Kentucky and Virginia (University Press of Kentucky, 2006) 312 pp
- Marshall, Anne Elizabeth. Creating a confederate Kentucky: The lost cause and Civil War memory in a border state (Univ of North Carolina Press, 2010)
- Penn, William A., Kentucky Rebel Town: Civil War Battles of Cynthiana and Harrison County, (Lexington: University Press of Kentucky, 2016)
- Preston, John David. The Civil War in the Big Sandy Valley of Kentucky (Gateway Press, 2008)
- Peter, Frances Dallam. A Union Woman in Civil War Kentucky: The Diary of Frances Peter (University Press of Kentucky, 2015)
- Reinhart, Joseph R., ed. Two Germans in the Civil War: The Diary of John Daeuble and the Letters of Gottfried Rentschler, 6th Kentucky Volunteer Infantry (University of Tennessee Press, 2004)
- Rhyne, J. Michael. "'A Blood Stained Sin': Slavery, Freedom, and Guerrilla Warfare in the Bluegrass Region of Kentucky, 1863–65." Register of the Kentucky Historical Society 112.4 (2014): 553-587.
- Rockenbach, Stephen. "'The Weeds and The Flowers Are Closely Mixed': Allegiance, Law, And White Supremacy in Kentucky's Bluegrass Region, 1861–1865." Register of the Kentucky Historical Society 111.4 (2014): 563-589.
- Townsend, William H. Lincoln and the Bluegrass: Slavery and Civil War in Kentucky (1955) online Archiviato il 27 giugno 2012 in Internet Archive.
- Wooster, Ralph A. "Confederate Success at Perryville," The Register of the Kentucky Historical Society (1961) 59#4 pp. 318–323 in JSTOR(University Press of Kentucky, 2001.)
- Yonkers, Charles E. "The Civil War Transformation of George W. Smith: How a Western Kentucky Farmer Evolved from Unionist Whig to Pro-Southern Democrat." The Register of the Kentucky Historical Society (2005): 661-690. in JSTOR